# Дубасов, Иван Иванович (художник)
Ива́н Ива́нович Дуба́сов (30 ноября 1897, Одинцово, Московская губерния — 15 марта 1988, Москва) — русский советский художник и гравёр.
Главный художник Гознака (1932—1971), заслуженный деятель искусств РСФСР (1959). Разрабатывал эскизы и оригиналы многих советских денежных знаков, государственных наград и почтовых марок на протяжении нескольких десятилетий.

## Биография
Иван Иванович Дубасов родился в 1897 году в подмосковном городе Одинцово. Его отец, Иван Митрофанович Дубасов, работал помощником ревизора в Московской контрольной палате, а в свободное время стал подрабатывать, рисуя карикатуры для различных журналов. Наклонности отца передались и сыну, который пристрастился к рисованию ещё в детстве.
В 1908 году Иван отправляется в Императорское Строгановское училище, избрав профессию эмальера, и успешно там учится. Его учителями были С. В. Ноаковский и Д. А. Щербиновский.
В 1913 году на проводившемся среди воспитанников конкурсе по иллюстрации к Евангелию Иван, исполнив работу в древнерусском стиле и заняв первое место, был награждён Пасхальной грамотой.
Несмотря на то, что по признанию самого художника, училище он не окончил, в 1915 году ему был вручён Диплом первой степени и присвоено звание «учёный рисовальщик», которое давало право преподавать рисование, черчение и правописание в гимназиях. Дубасов уже вёл переписку с гимназией одного из уральских городов на предмет занятия места учителя рисования и черчения, однако началась Первая мировая война. Ивану Дубасову как подававшему большие надежды молодому художнику воинское начальство предложило остаться в тылу, однако он отказался. В 1916 году Иван поступает добровольцем в 28-й запасной полк, откуда вскоре был командирован в школу прапорщиков в Москву. Осенью того же года Дубасова отправили в действующую армию на Западный фронт, где он служил пешим разведчиком.
Октябрьская революция застала Ивана в румынском городе Дорохой, где он находился на излечении от тифа. Позже санитарным поездом Иван был отправлен в Россию.
Дома в Одинцово перед Дубасовым остро встал вопрос трудоустройства. Он долго не мог найти работу на бирже труда. Тогда Иван предложил себя в качестве учителя рисования и получил место в нескольких школах.
Весной 1919 году Ивана призывают теперь уже в ряды Красной армии. Его определили на должность командира взвода, однако вскоре перевели на культпросветработу. Дубасов работал в красноармейском клубе и театре.

### Марка в честь пятилетия Октябрьской революции

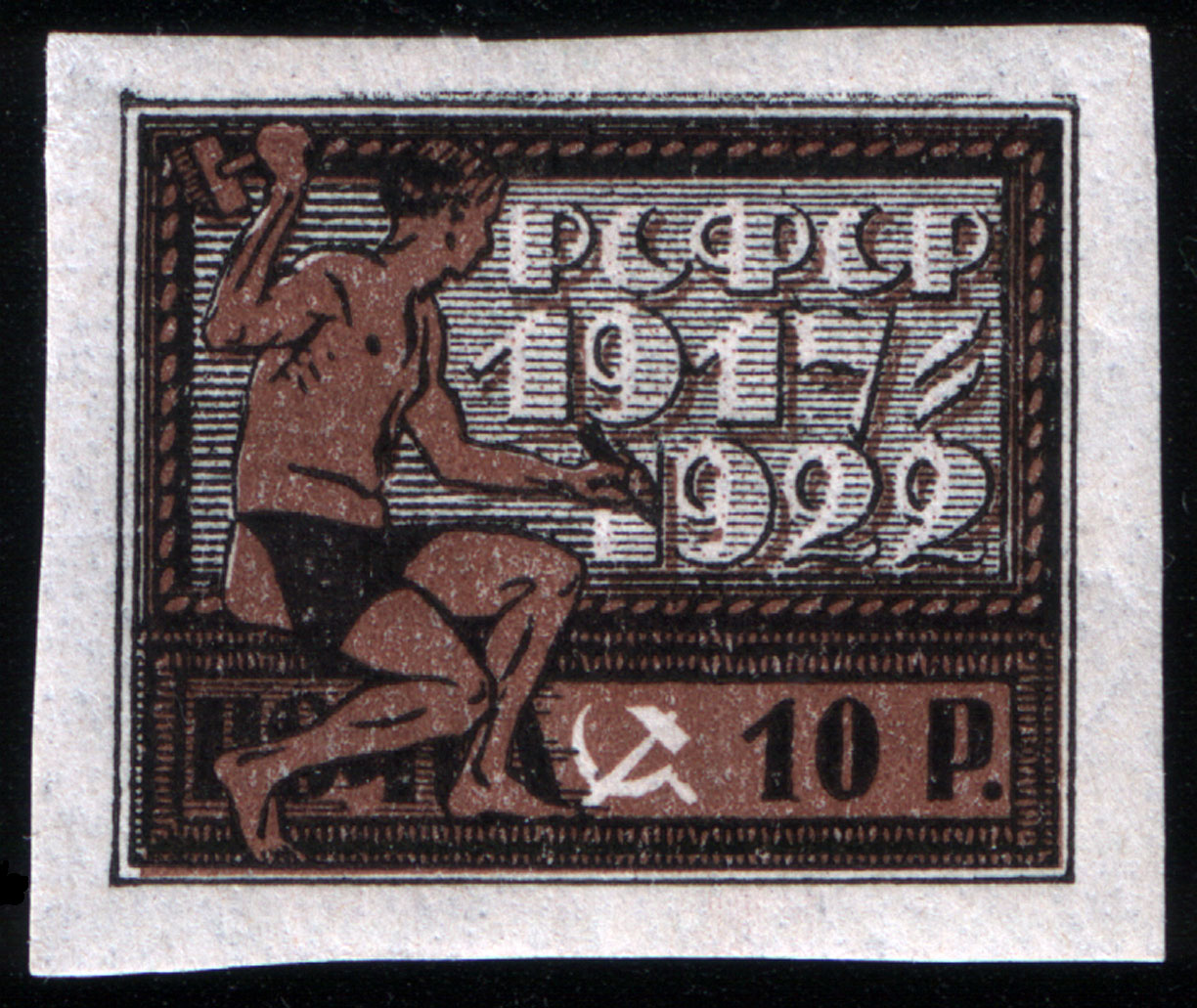
Марка РСФСР из серии «Пятилетие Октябрьской революции», 1922, 10 рублей

Демобилизовавшись в 1922 году по болезни, Дубасов вернулся в Одинцово и поступил работать в одну из школ Кунцевского района. Одновременно он продолжал заниматься поисками другой работы, пока летом ему не попалось объявление в газете «Известия», сообщавшее о конкурсе на лучший эскиз почтовой марки, посвящённой пятилетию Октябрьской революции и образованию РСФСР. За лучшие рисунки были назначены три премии: первая в один миллиард рублей, вторая в 300 миллионов и третья — в 200 миллионов рублей.
Дубасов решил принять участие в конкурсе. Он выполнил два эскиза, изобразив на первом рабочего-каменотёса, высекающего на плите текст: «РСФСР 1917—1922», а на втором художник изобразил аллегорию — Человечество, приветствующее революцию, в виде обнажённой человеческой фигуры, к которой он пририсовал сумку почтальона.
Из-за отсутствия красок и туши молодой художник использовал раствор марганцовки вместо акварелей. Натурщиком он уговорил поработать соседа Николая Гаарблейхера.
В конкурсе участвовало свыше ста художников, среди которых было несколько крупных мастеров, например, такие известные графики, как Д. И. Митрохин и С. В. Чехонин. Однако после тщательного отбора лучших рисунков и горячих дебатов по поводу последних мнение большинства членов жюри с решающим голосом сошлось на том, что лучшей работой является рисунок И. И. Дубасова под девизом «РСФСР 1917—1922».
Среди членов жюри с решающими голосами были представители от Гознака — Владимир Николаевич Адрианов, заведующий художественно-репродукционным отделом, и Александр Ефимович Сухих, главный техник, возглавлявший художественно-графическую часть. Последний пригласил Ивана на работу в Гознак в качестве художника-гравёра, а затем компоновщика рисунков. 24 августа 1922 года начался трудовой путь И. И. Дубасова на Второй Московской фабрике заготовления знаков.

### Работа в Гознаке

#### Первое ответственное задание — Герб СССР
После образования СССР (1922) началась подготовка Конституции нового государства и срочно потребовалось разработать новый государственный символ. Комиссия ЦИК провела конкурс на лучший эскиз герба союзного государства. Из вариантов многих художников, участвовавших в конкурсе, предпочтение было отдано эскизу В. П. Корзуна. Однако его эскиз герба, по мнению комиссии ЦИК, имел серьёзный недостаток: надпись «Пролетарии всех стран, соединяйтесь!» была сделана лишь на русском языке, в то время как её необходимо было изобразить на всех языках входящих в Союз республик.
Гознаку было поручено создать герб на основе проекта Корзуна. Руководство работой осуществлял заведующий художественно-репродукционным отделом Гознака В. Н. Адрианов. Он предложил в качестве основной идеи поместить в центре эмблемы изображение земного шара с наложенным на него серпом и молотом. Доработкой занимался И. И. Дубасов. Для того чтобы количество лозунгов «Пролетарии всех стран, соединяйтесь!» можно было в будущем изменять, Дубасов предложил разместить их на витках ленты, обвивающей пучки колосьев. Именно этот рисунок герба СССР был окончательно утверждён за подписью секретаря ЦИК А. С. Енукидзе 22 сентября 1923 года.

Проект герба СССР И. И. Дубасова (1923)
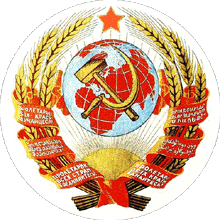
Окончательный вариант герба от 6 июля 1923 года

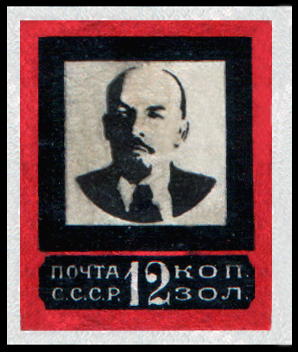
Марка СССР из траурной серии «Памяти В. И. Ленина», 1924

#### Главный художник Гознака

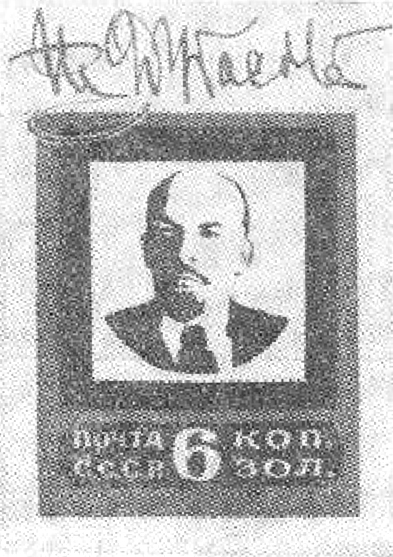
Марка ленинского траурного выпуска с автографом И. И. Дубасова, 1924

В том же 1923 году Иван Дубасов начинает работать и над денежными знаками. Им был изготовлен эскиз крестьянина-сеятеля для трёх червонцев, а в 1924 году он принял участие в создании оригиналов бумажных бон, которые выпускались номиналом в 1, 2, 3, 5, 20 и 50 копеек. Иваном Дубасовым был исполнен эскиз боны в одну копейку, а позже — эскиз получервонца.
После смерти Ленина (1924) художником по заданию Гознака изготавливается траурная марка с изображением теневого портрета вождя, обведённого красной и чёрной рамками (ЦФА [АО «Марка»] #195—198; Sc #265—268). Практически за один день И. И. Дубасов подготовил оригинал, и 27 января в 16 часов, то есть в день и час начала церемонии прощания с В. И. Лениным, марка поступила в обращение.
В 1925 году И. И. Дубасов участвует в изготовлении оригиналов государственных казначейских билетов: достоинством в 3 рубля (лицо и оборот) и в 5 рублей (лицо — художник В. К. Куприянов, оборот — Дубасов). Дубасовым создаются эскизы лицевой стороны 50 червонцев, в 1926 году — 1 червонца, а уже в 1928 году и 1932 году в обращение поступают билеты в 2 и 3 червонца, оригиналы которых были полностью выполнены Иваном Дубасовым.

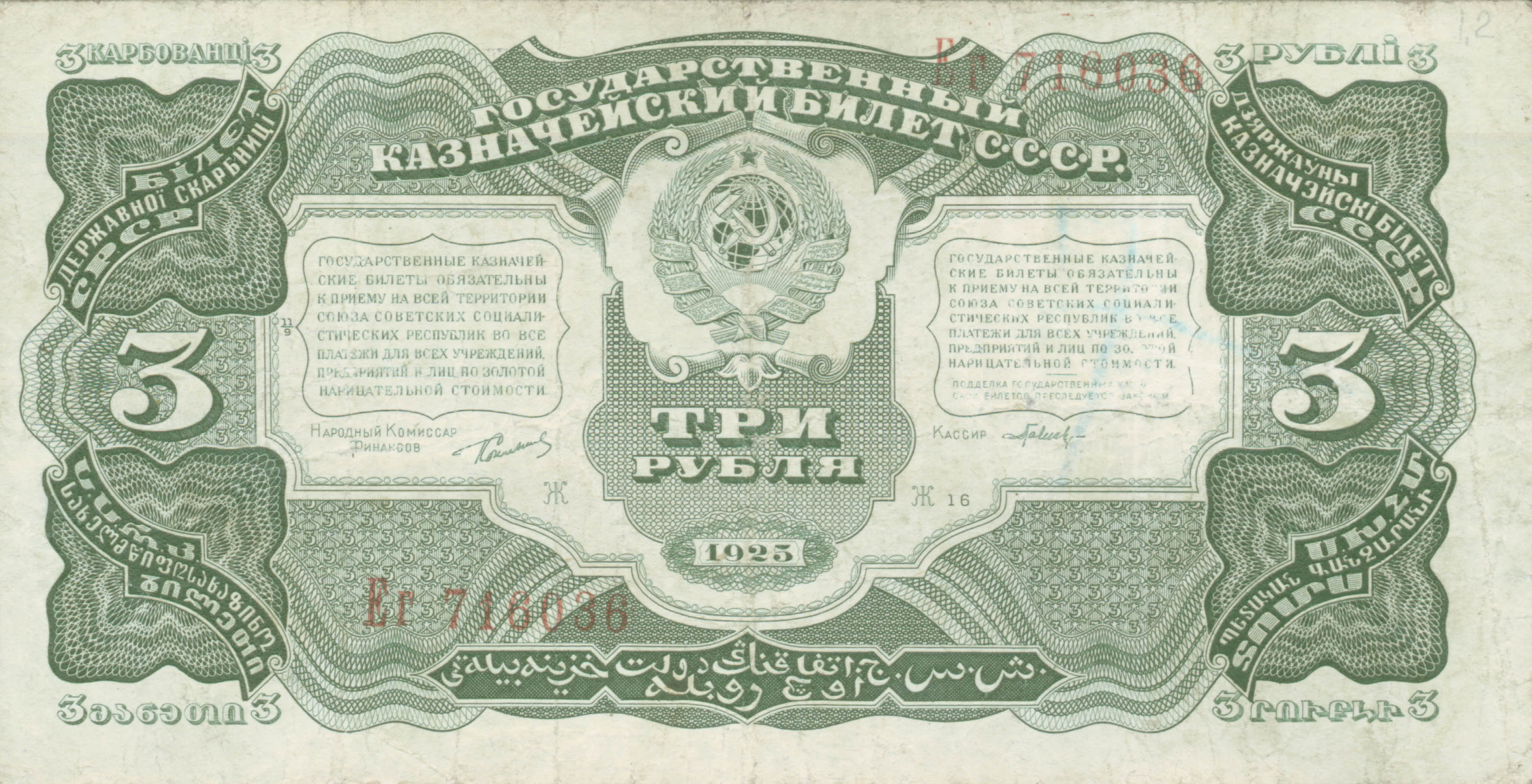
3 рубля СССР (1925). Аверс
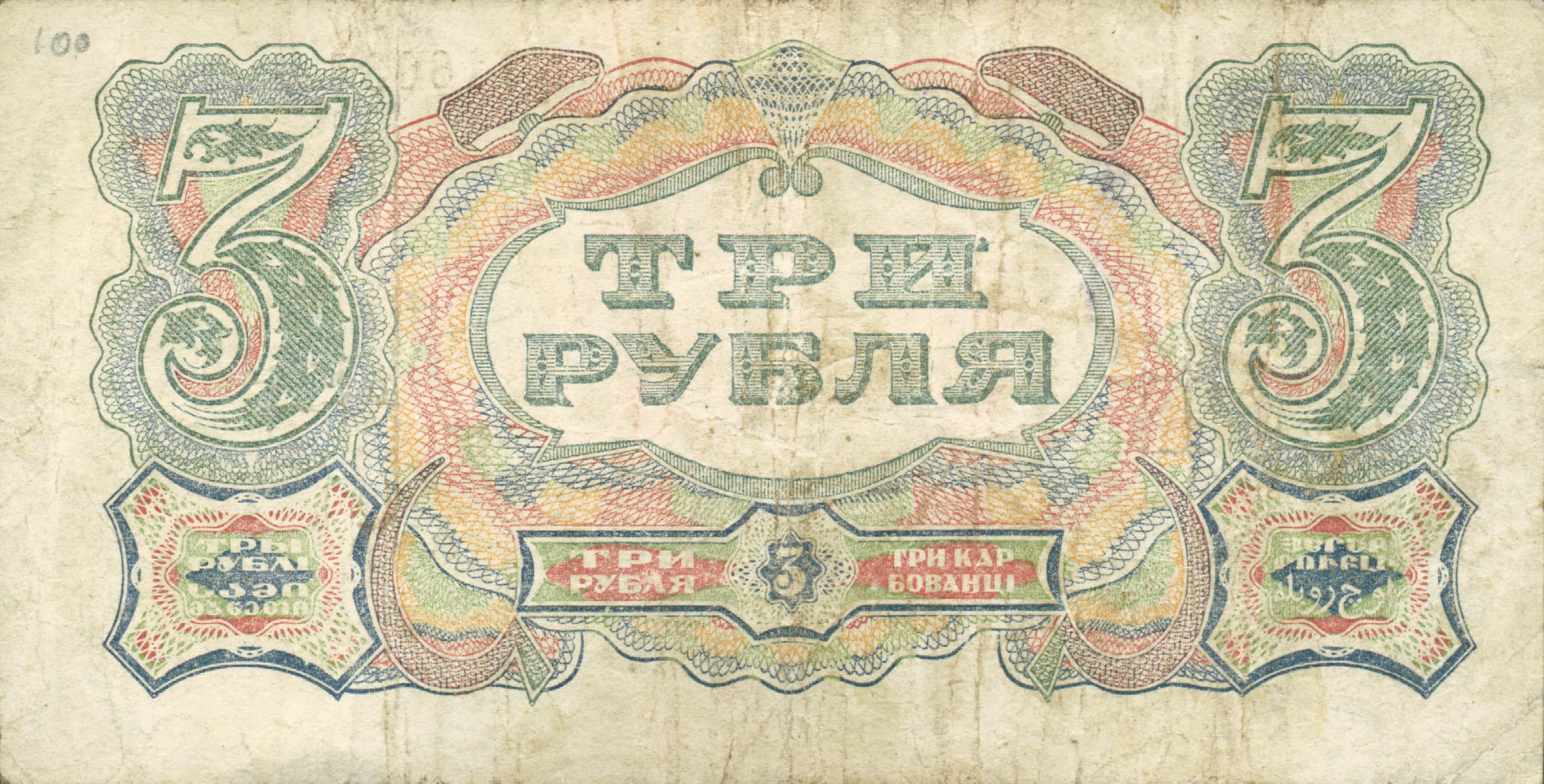
3 рубля (1925). Реверс
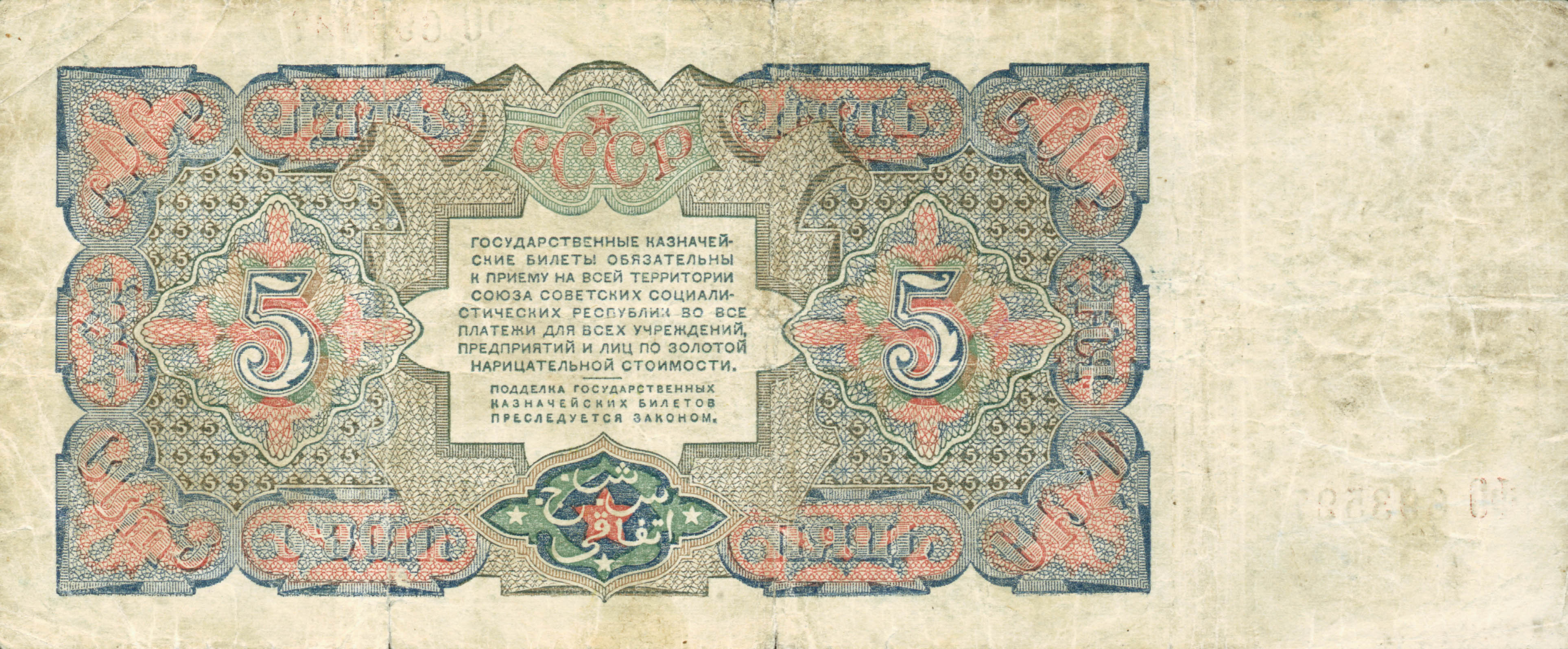
5 рублей (1925). Реверс
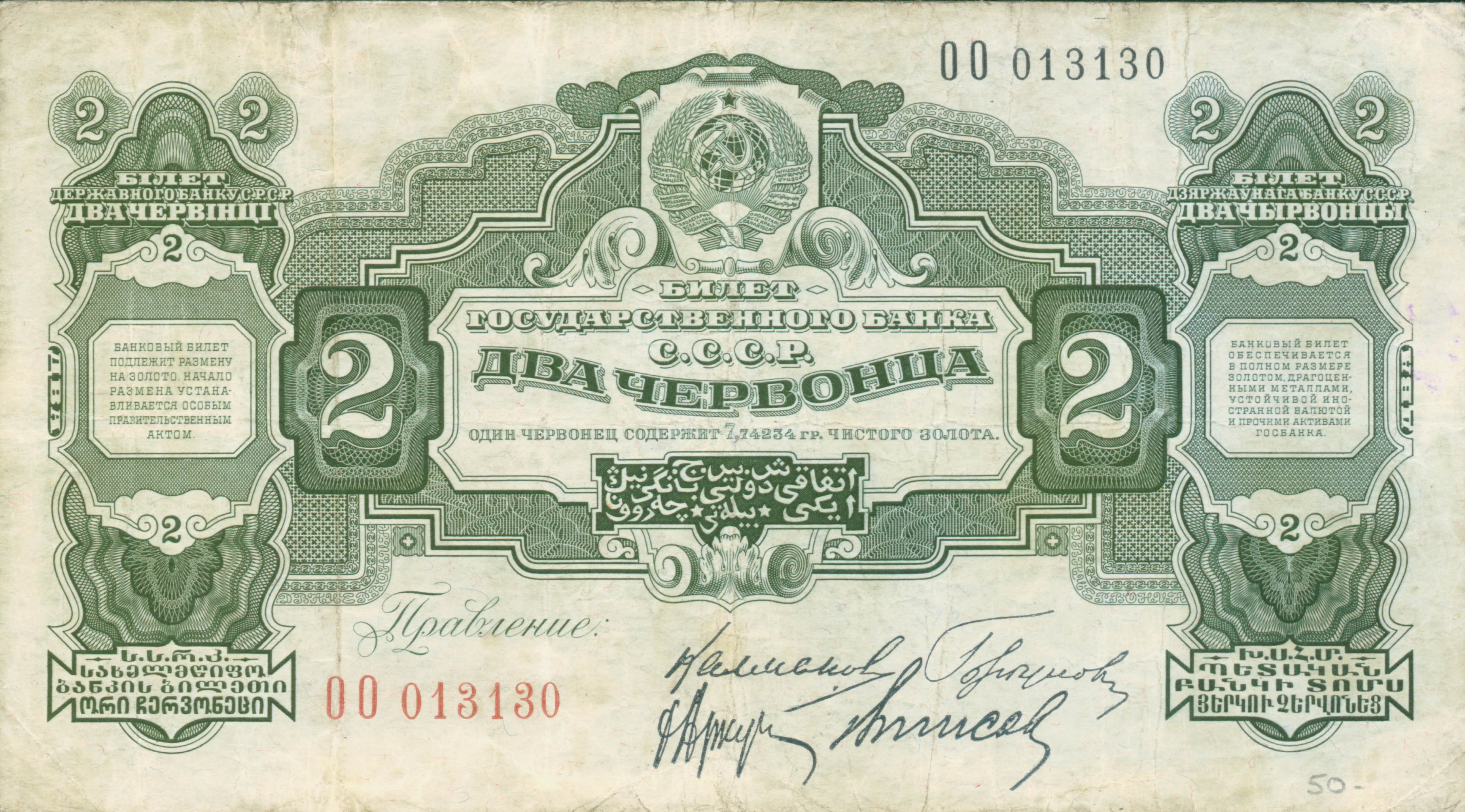
2 червонца (1928). Аверс
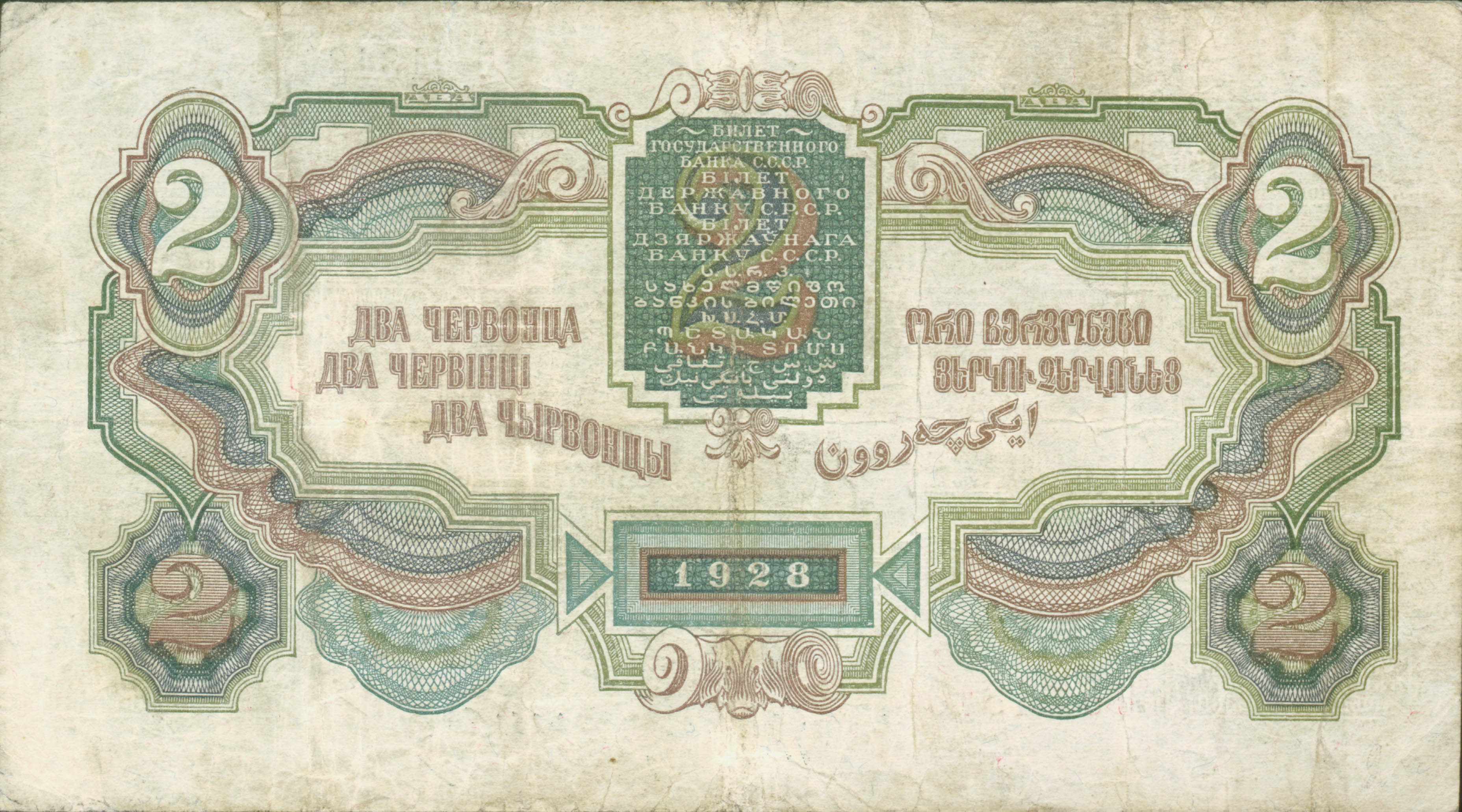
2 червонца (1928). Реверс
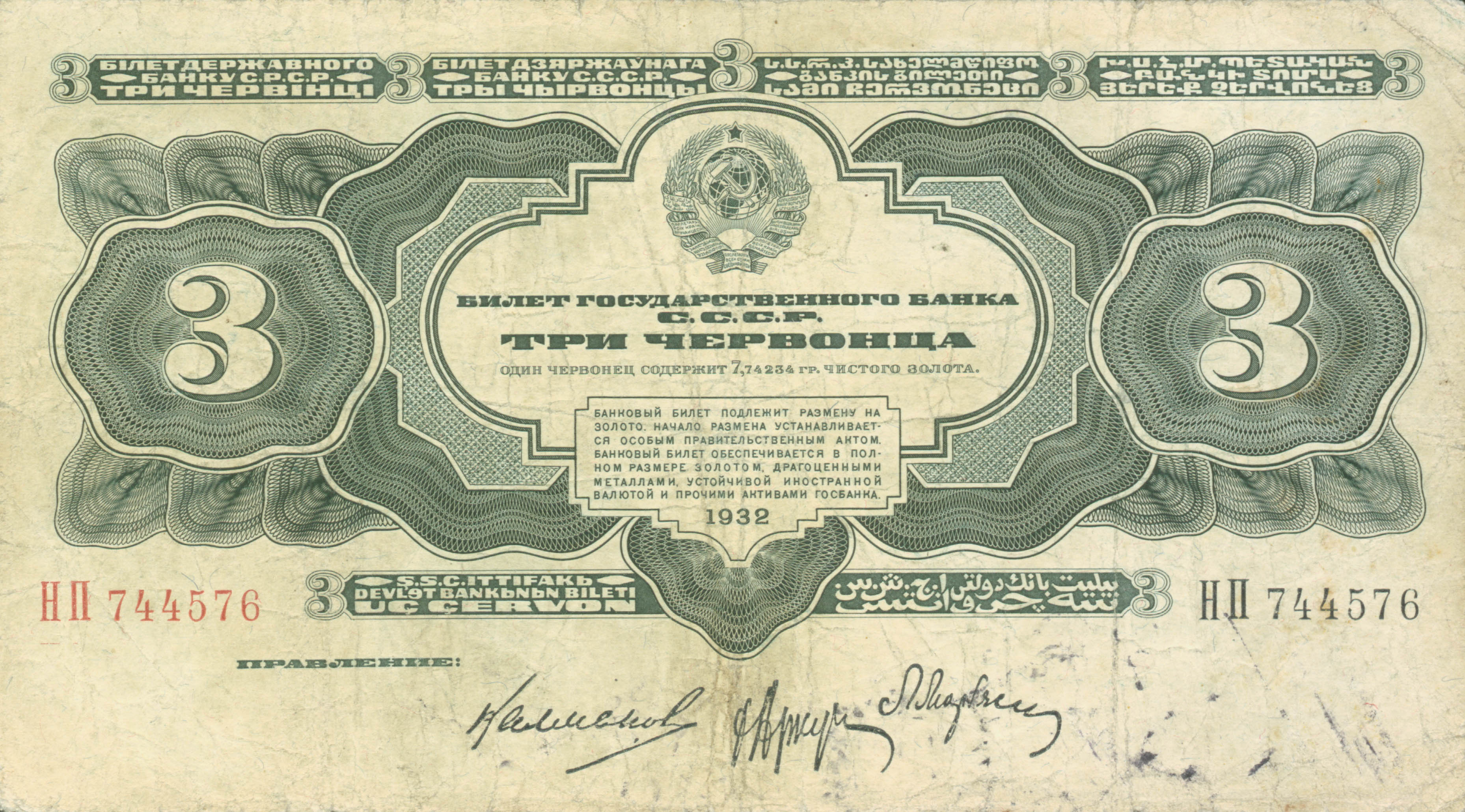
3 червонца (1932). Аверс
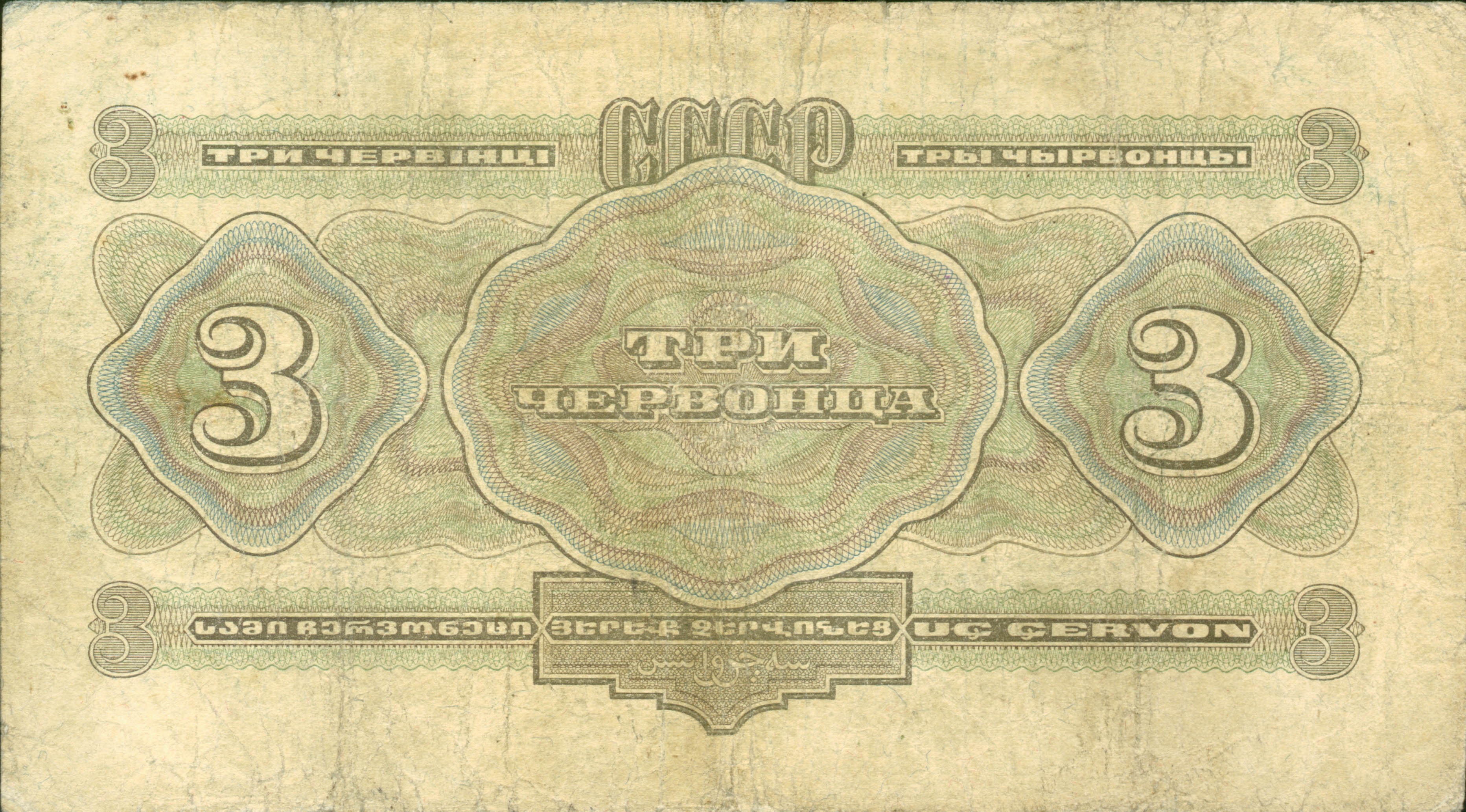
3 червонца (1932). Реверс

В марте 1926 года Иван становится «старшим художником», а 16 февраля 1932 года — главным художником Гознака и остаётся в этой должности до самого выхода на пенсию в 1971 году. Отныне Дубасов фактически руководит всей художественной деятельностью предприятия.
В 1937 году Гознаку поручено изготовление билетов Госбанка СССР — червонцев нового образца. Отличительной особенностью новых денег стало то, что на них впервые в практике денежного обращения помещался портрет В. И. Ленина, выполненный художником А. Р. Эберлингом и гравированный художником А. Г. Блюмом. И. И. Дубасов выполнил работу по созданию эскизов трёх номиналов — 3, 5 и 10 червонцев.
В 1938 году в связи с расширением Союза и изменением герба СССР (вместо шести лент, обвивающих колосья, их стало 11) была произведена замена казначейских билетов образца 1934 года на новые номиналом в 1, 3 и 5 рублей. Иван Дубасов изобразил на лицевой стороне фигуры шахтёра-стахановца, красноармейца и лётчика.

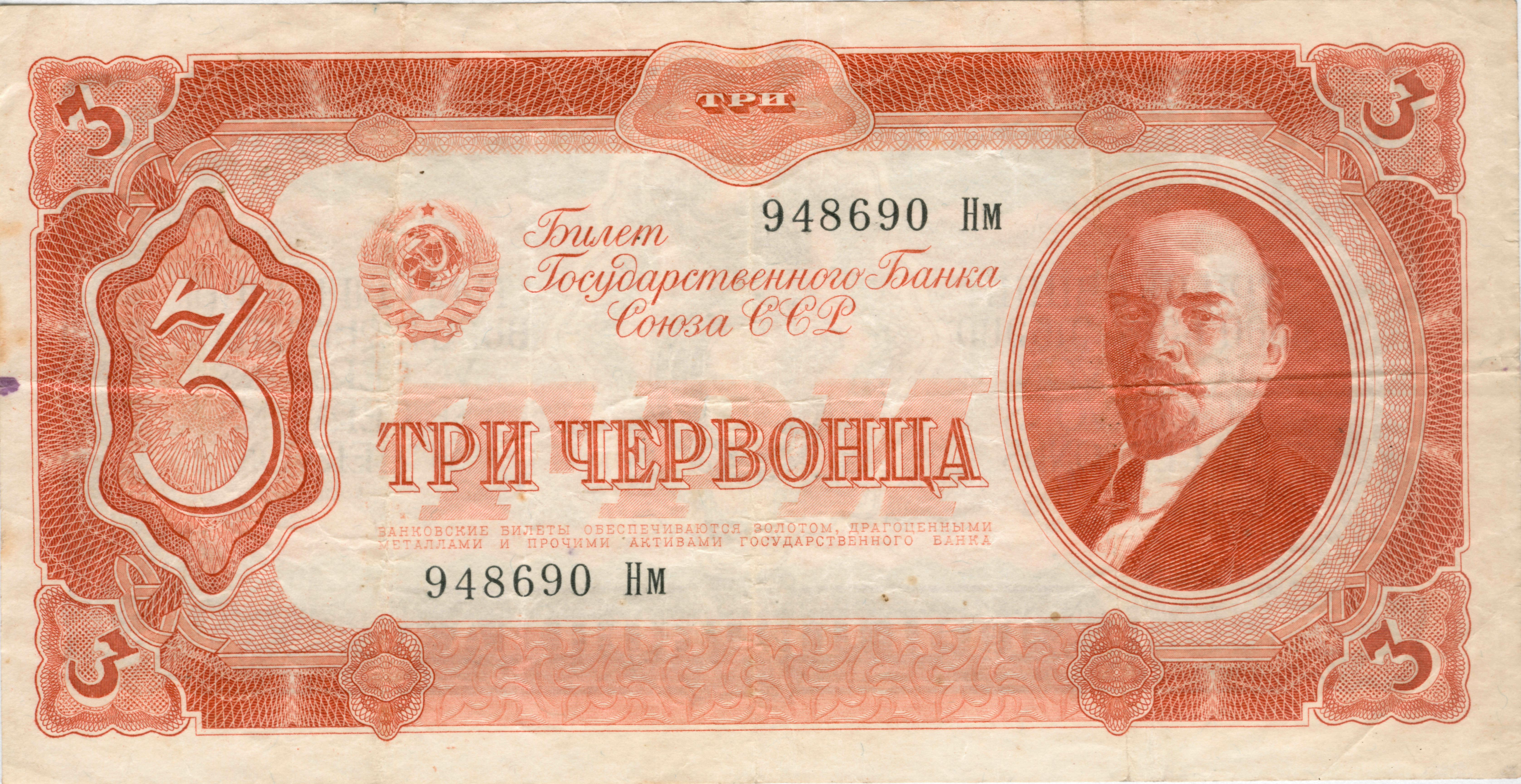
3 червонца СССР (1937). Аверс с портретом В. И. Ленина
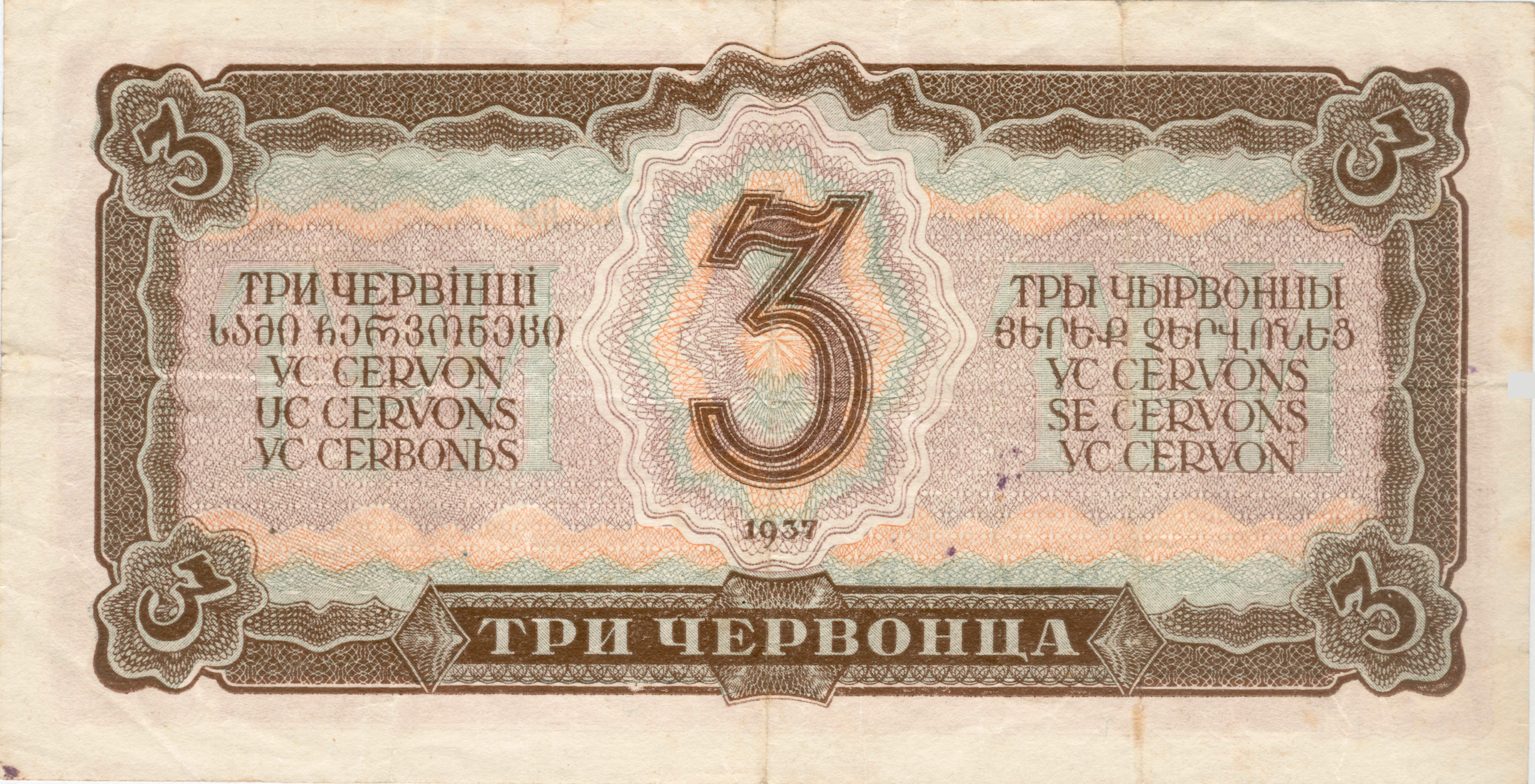
3 червонца (1937). Реверс
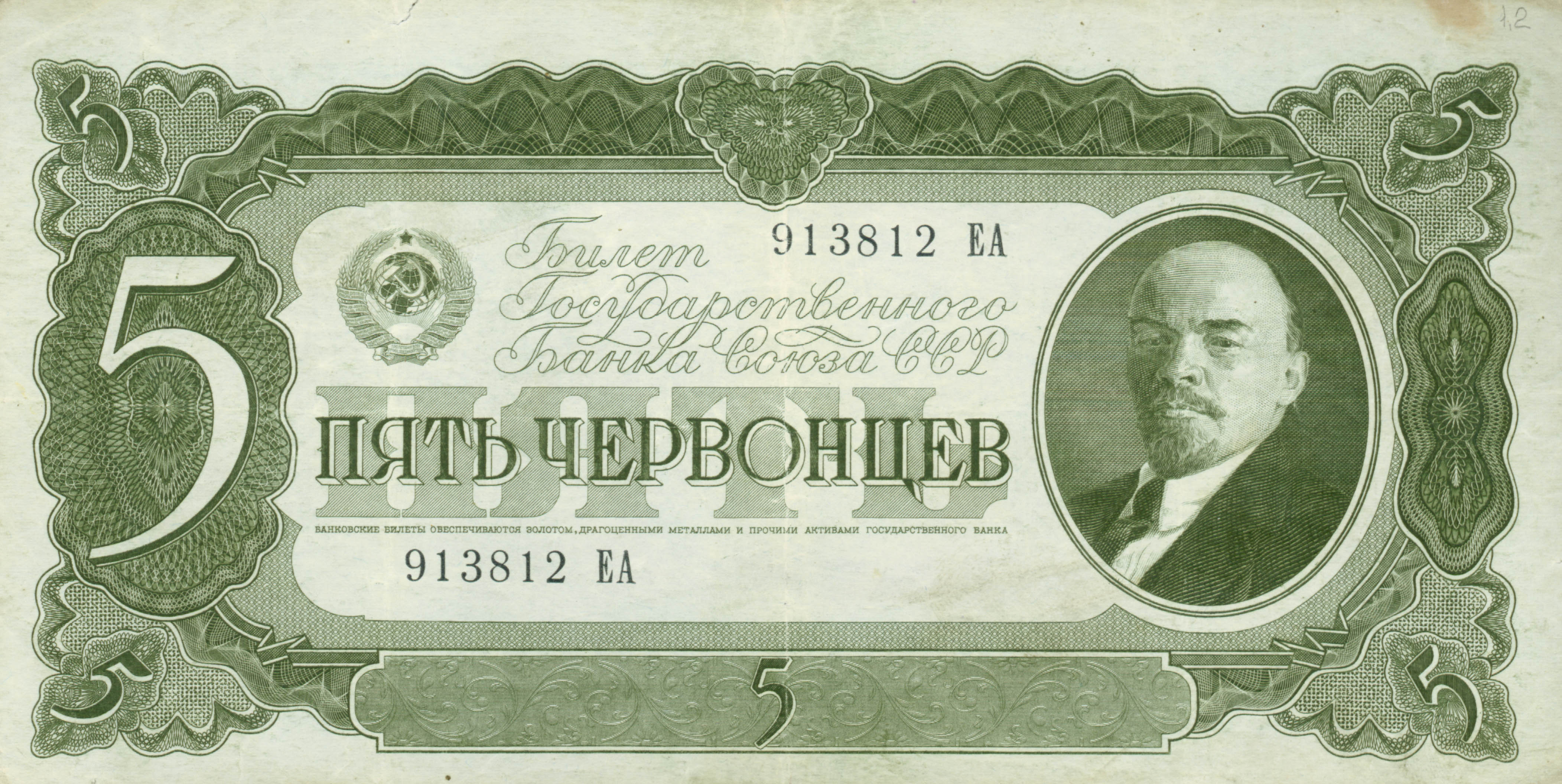
5 червонцев (1937). Аверс с портретом В. И. Ленина
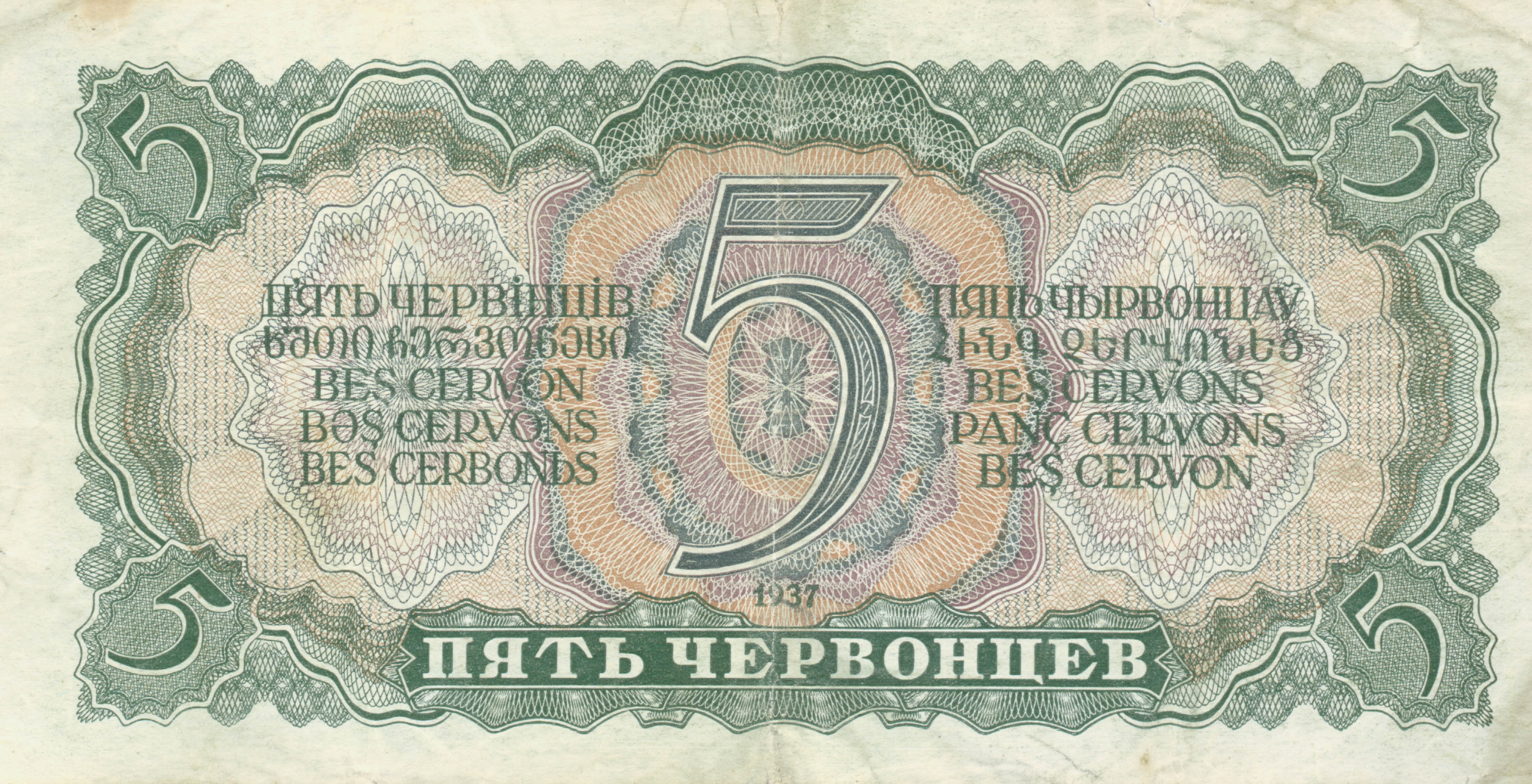
5 червонцев (1937). Реверс
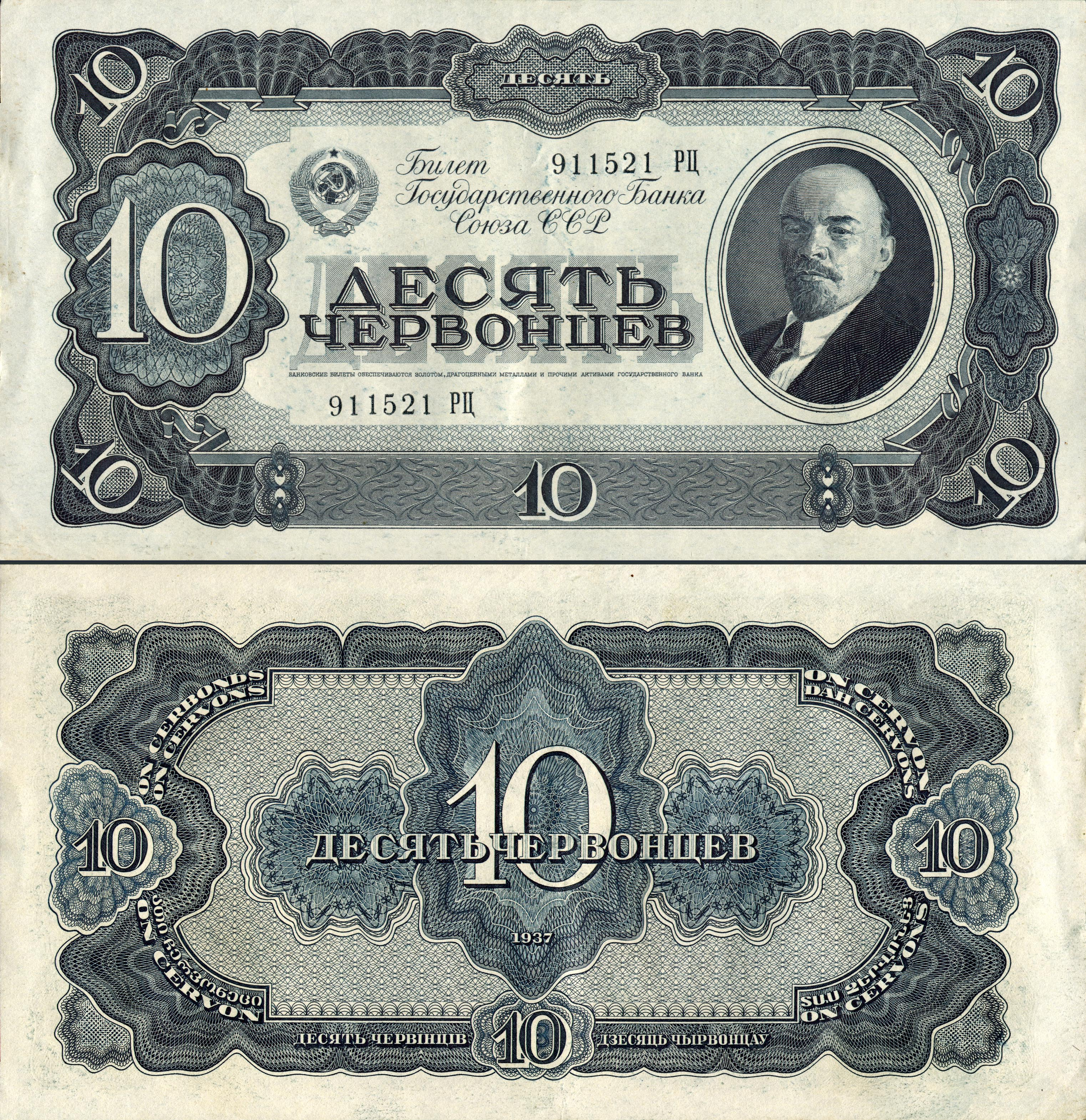
10 червонцев (1937) с портретом В. И. Ленина
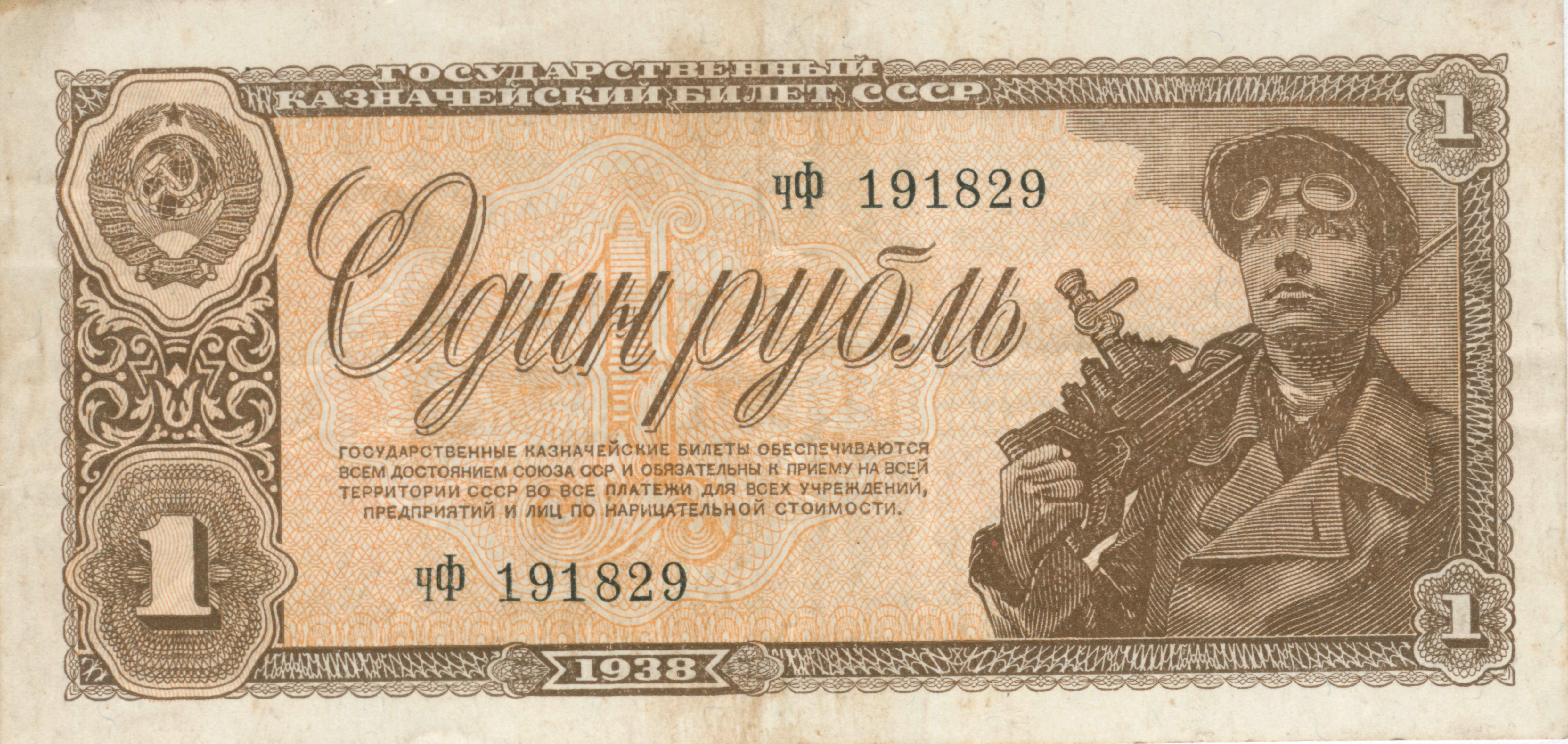
1 рубль (1938). Аверс. Шахтёр
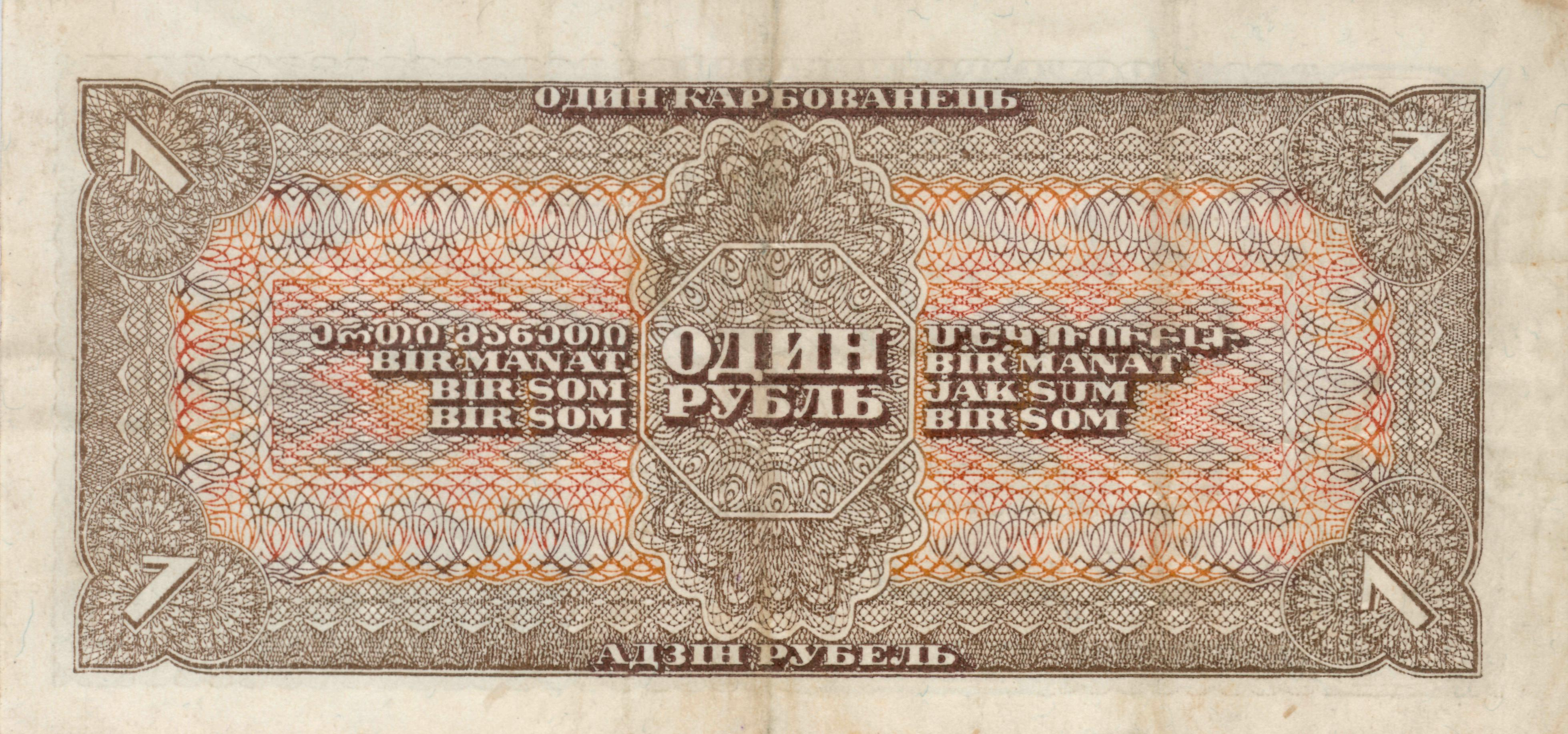
1 рубль (1938). Реверс
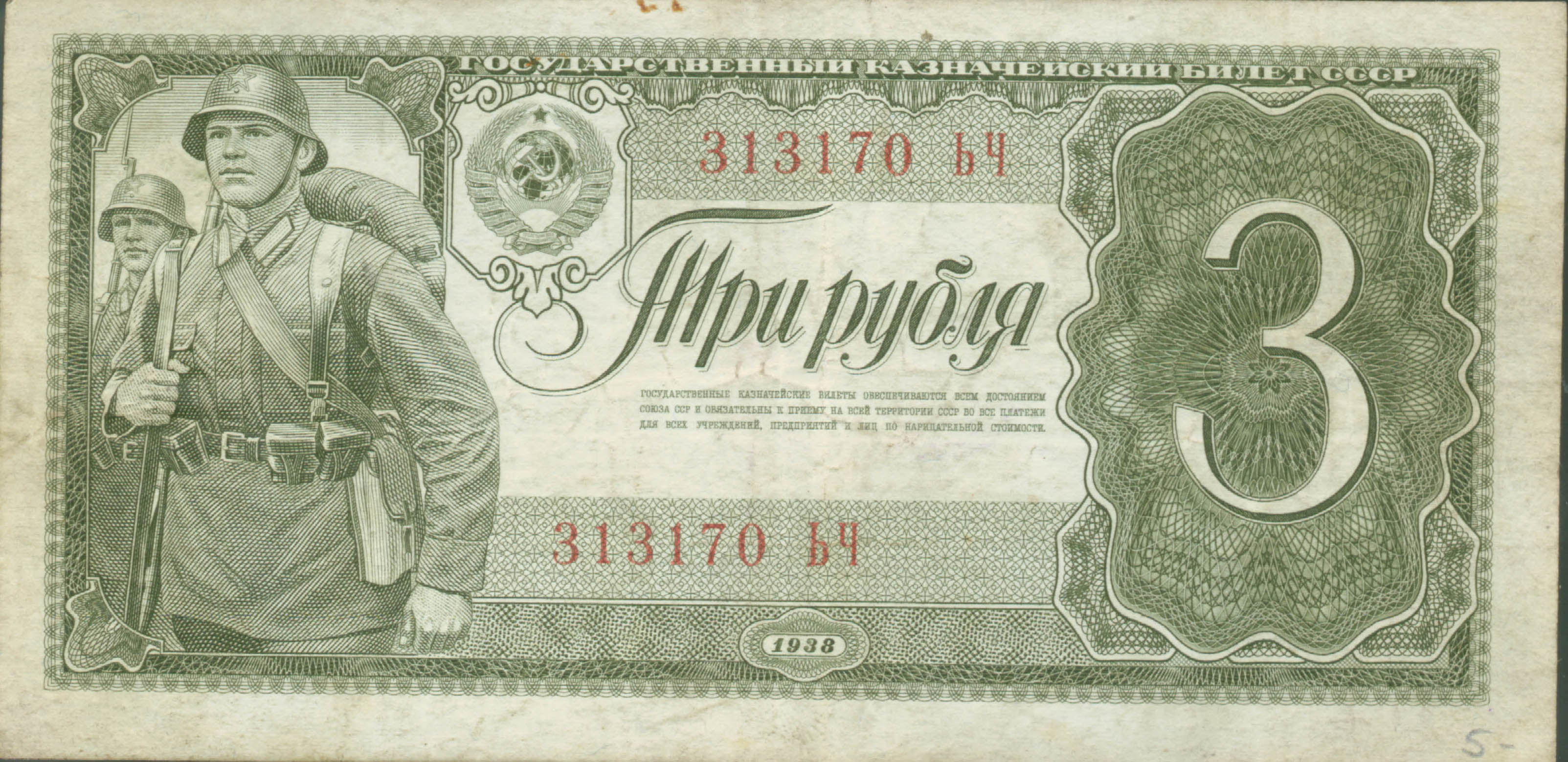
3 рубля (1938). Аверс. Красноармеец. Возможный автопортрет
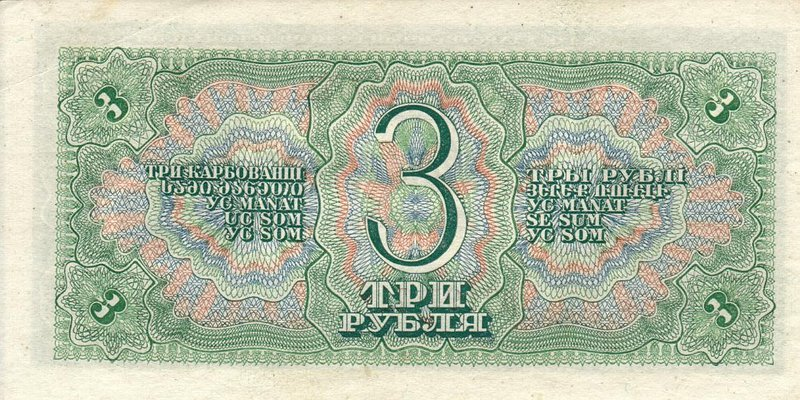
3 рубля (1938). Реверс
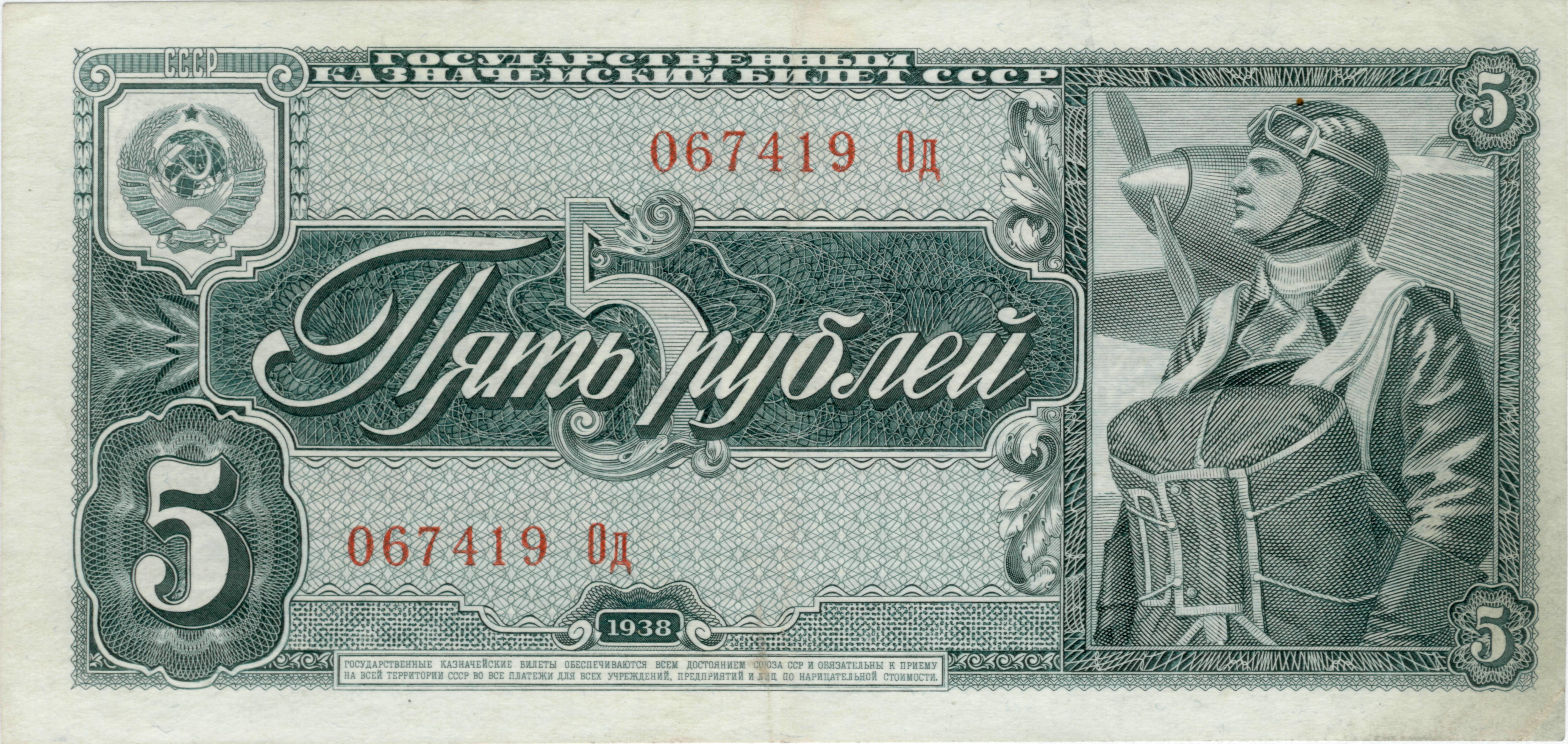
5 рублей (1938). Аверс. Лётчик
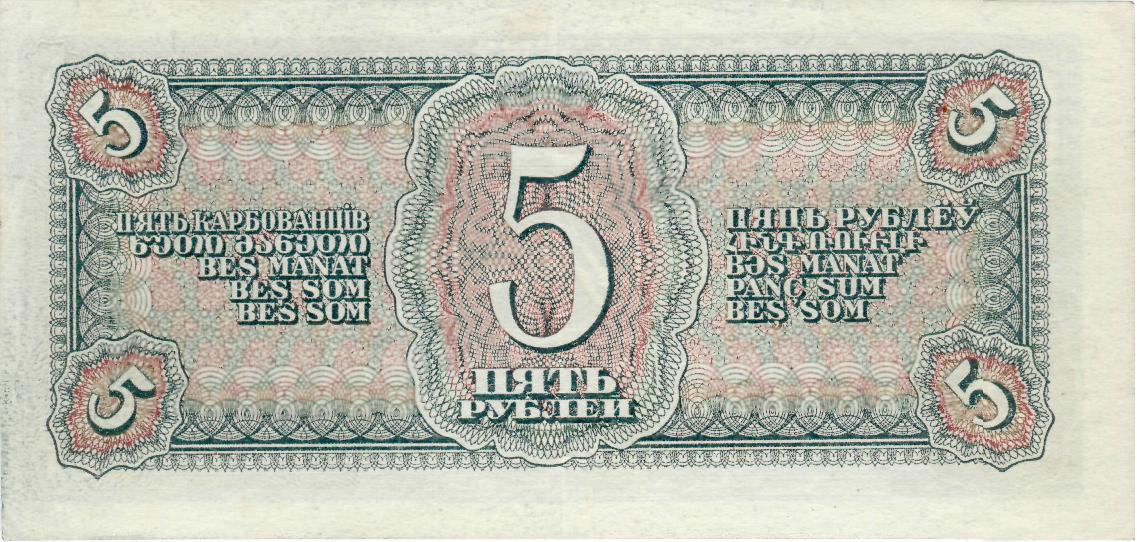
5 рублей (1938). Реверс

Сюжеты денежных билетов сначала давались нелегко, так как не было единой системы их оформления. Однако с назначением Дубасова главным художником положение поменялось. Распространённым методом становится использование в оформлении портретов выдающихся государственных деятелей СССР, а с 1937 года включение в рисунки денежных билетов портрета В. И. Ленина становится общим правилом.
Сын художника вспоминал:

В рабочем столе отца всегда лежали — в качестве образцов — «катенька» и «петенька» (царские сторублёвка и пятисотенная с изображением Екатерины II и Петра I). Он хотел сохранить художественный стиль русских денег, пытался перенять со старых дореволюционных банкнот фактуру рисунка, оформление вензелей и розеток… Стремился соблюдать и устоявшуюся традицию, касающуюся цвета купюр различного достоинства. Скажем, издавна повелось, что рубли у нас печатались в жёлто-коричневой гамме, «пятёрки» — в сине-голубых тонах, «червонцы» — в красно-оранжевых…

Дубасовым был придуман оригинальный способ фиксирования на билетах даты исполнения. Например, на эскизе билета в 25 червонцев с изображением плотины Днепрогэса он поставил нумерацию «ИД 161040», что означало следующее: эскиз исполнен Иваном Дубасовым 16 октября 1940 года.

#### Работа над государственными наградами
Параллельно художник работает и над эскизами государственных наград. Совместно с Петром Таёжным и Иваном Дмитриевичем Шадром Иван Иванович участвует в создании первого эскиза ордена Ленина.
В 1938 году им исполнены эскизы медалей «За трудовую доблесть» и «За трудовое отличие», а в 1939 году — эскиз самой высокой по достоинству медали СССР «Золотая Звезда». Впоследствии Иваном Дубасовым создаются проекты Маршальской звезды и таких наград, как орден «Материнская слава» 3 степеней (1944), медаль «За восстановление угольных шахт Донбасса» (1947), медаль «За восстановление предприятий чёрной металлургии юга» (1948) и других, эскизы многочисленных почётных грамот.

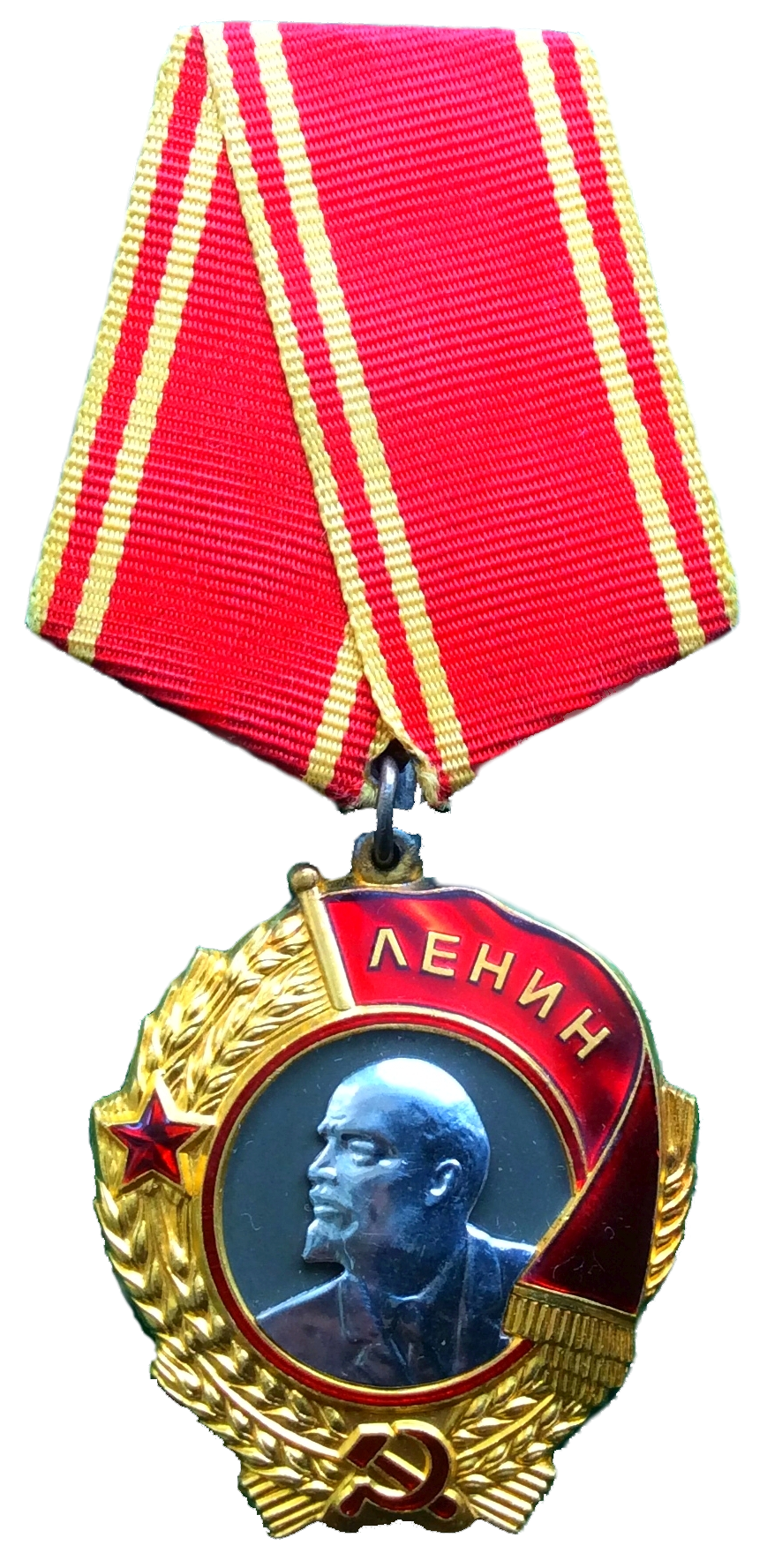
Окончательный вариант ордена Ленина
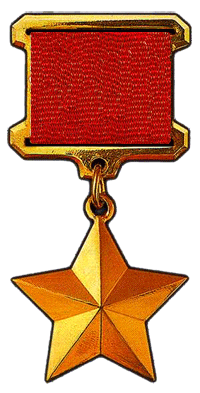
Медаль «Золотая Звезда»

#### Военный и послевоенный период
С началом Великой Отечественной войны становится ясно, что для финансирования военных расходов государству потребуется привлечение денежных средств населения, поэтому правительство уже 12 апреля 1942 года принимает решение о выпуске облигаций Государственного военного займа. Рисунок к нему И. И. Дубасов создаёт ещё 7 февраля 1942 года, изображая на нём поднимающегося в атаку красноармейца.
Аналогично были созданы эскизы и к облигациям Второго Государственного военного займа. В течение 1943—1945 годов Гознаку был поручен ряд ответственных заданий по созданию денежных билетов, причём не только СССР, но и появившихся после окончания войны новых социалистических стран. В ГДР, Монголии, Польше, Китае, Чехословакии, Албании на протяжении десятков лет пользовались деньгами, эскизы для которых выполнил Иван Дубасов. Деятельность главного художника Гознака в годы войны была высоко оценена. В 1945 году И. И. Дубасов был награждён орденом Ленина с формулировкой «За выполнение особо важных заданий правительства» (за эскизы денег для социалистических стран).
Художник активно работал над денежными знаками, выпущенными после денежной реформы декабря 1947 года. Им исполнены все три оригинала билетов достоинством в 1, 3 и 5 рублей, а также оригиналы банковских билетов в 10, 25, 50 и 100 рублей. 

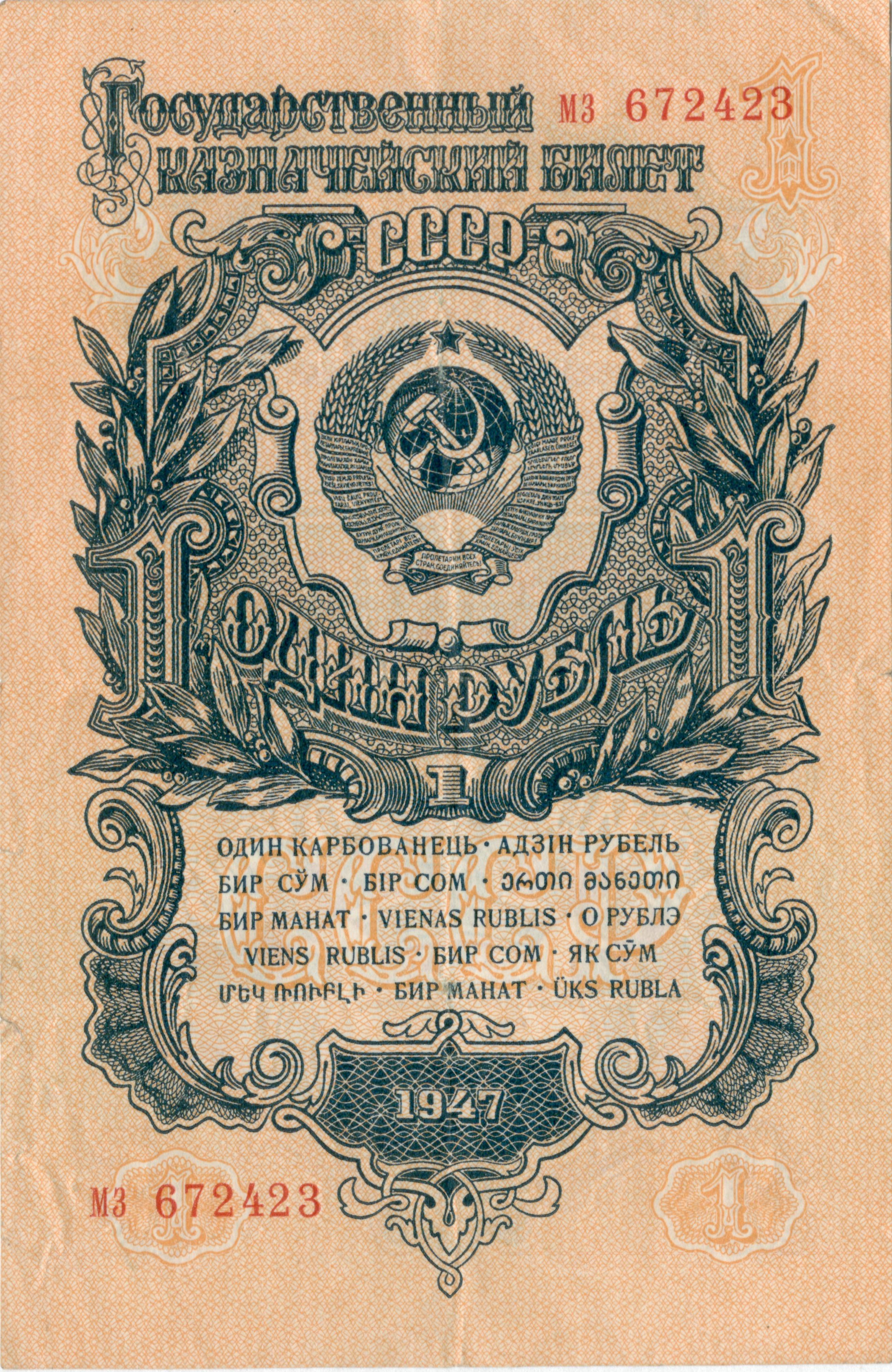
Сталинский 1 рубль (1947). Аверс
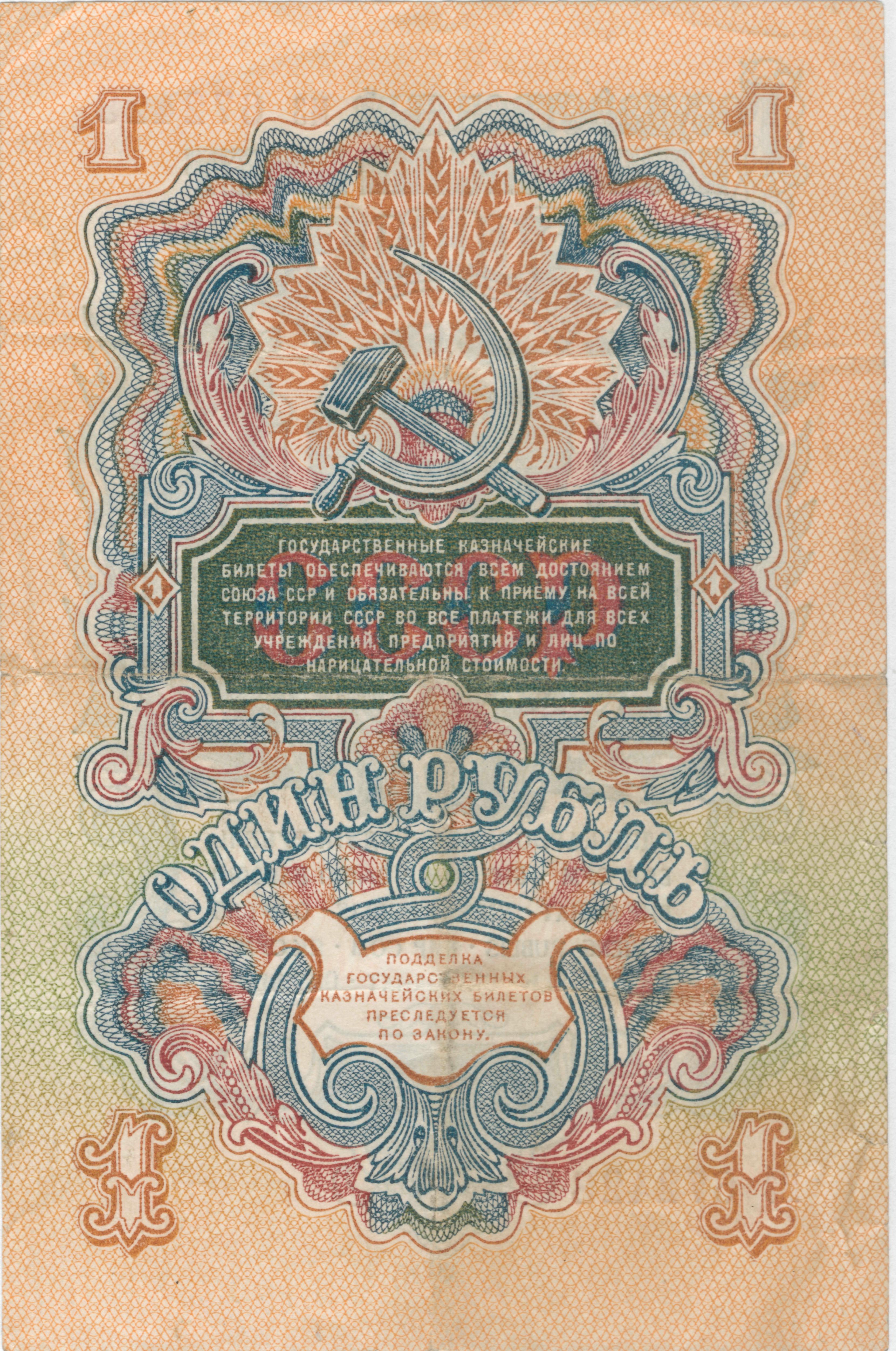
1 рубль (1947). Реверс
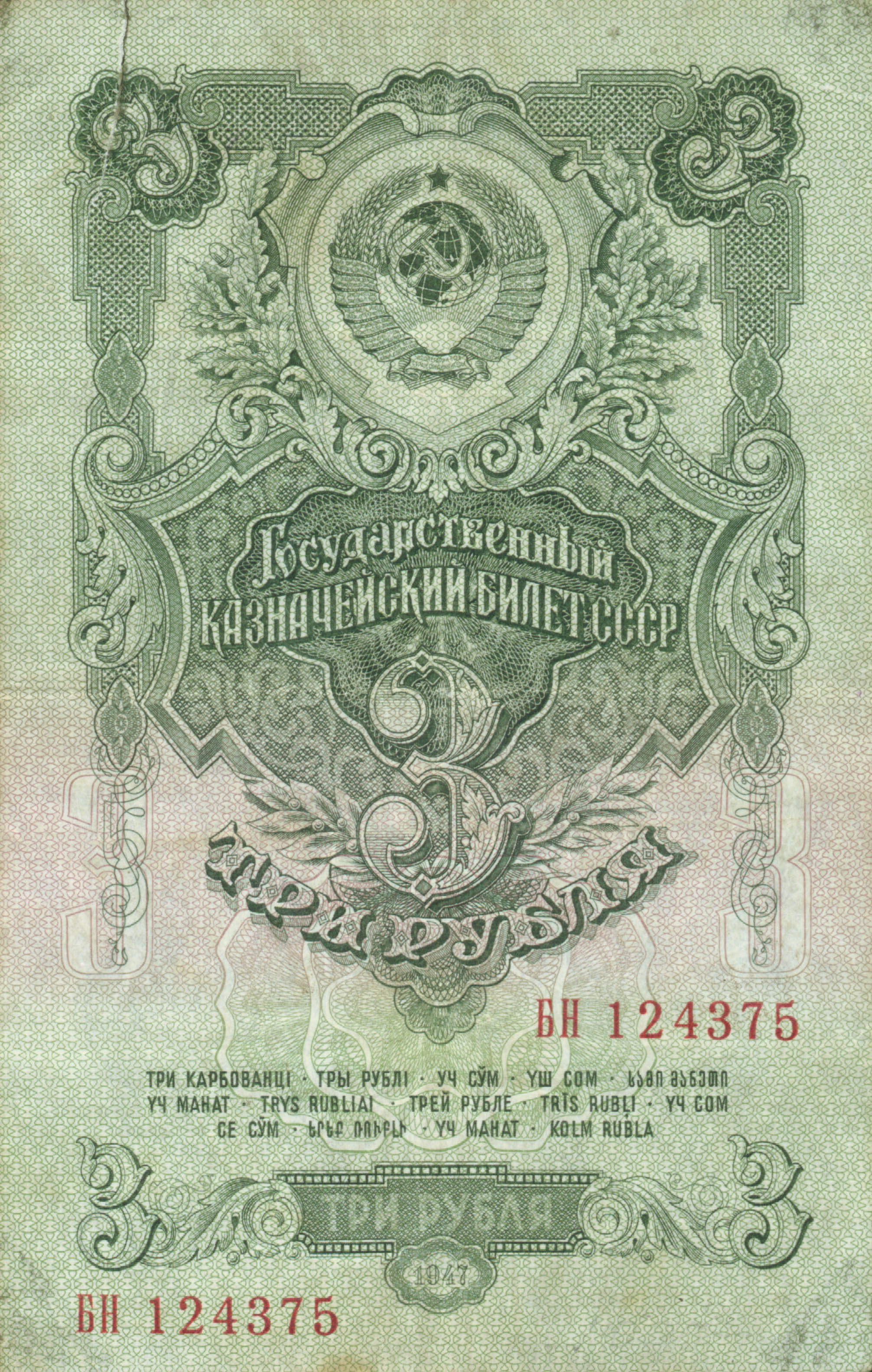
3 рубля (1947). Аверс
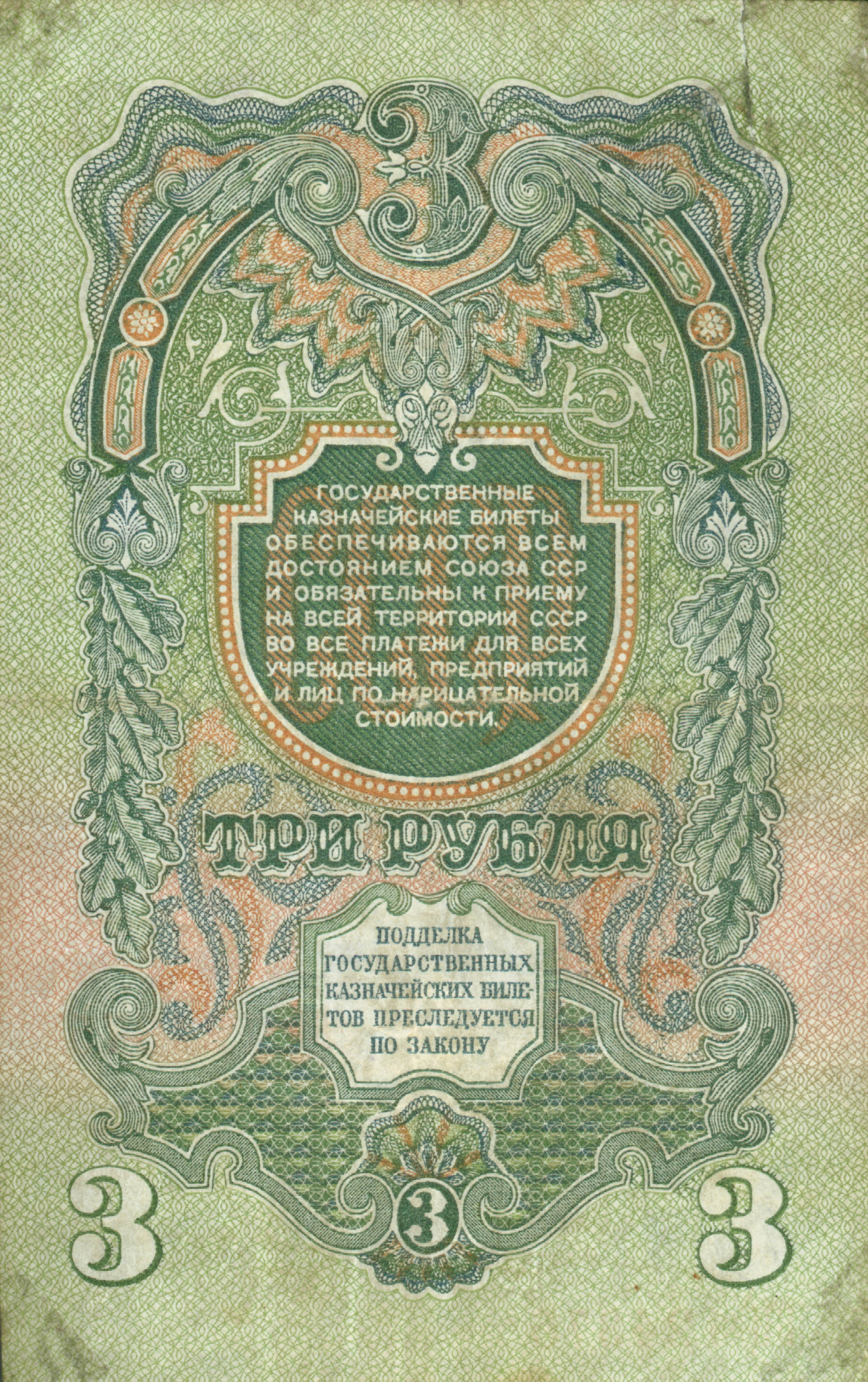
3 рубля (1947). Реверс
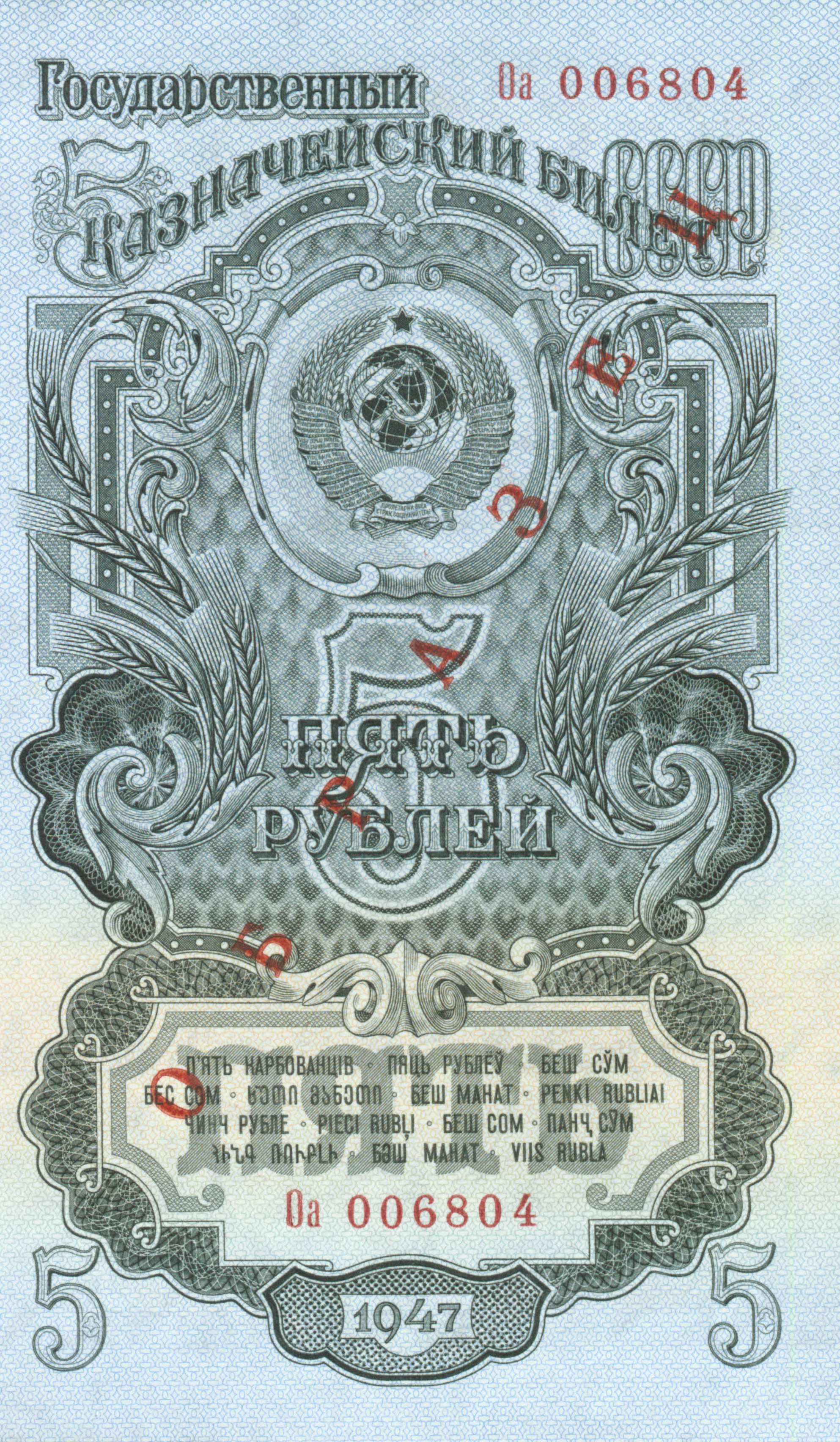
5 рублей (1947). Аверс
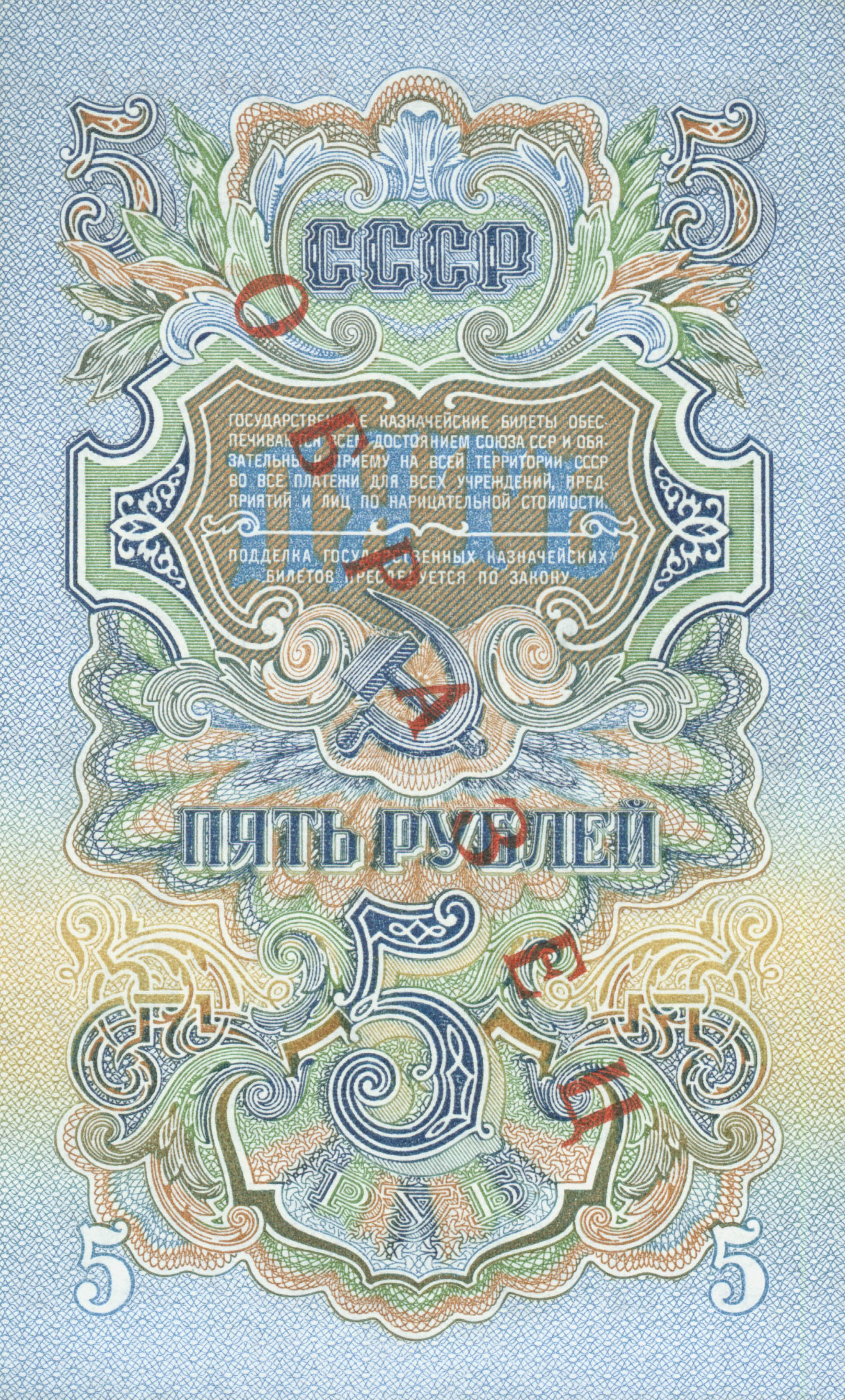
5 рублей (1947). Реверс
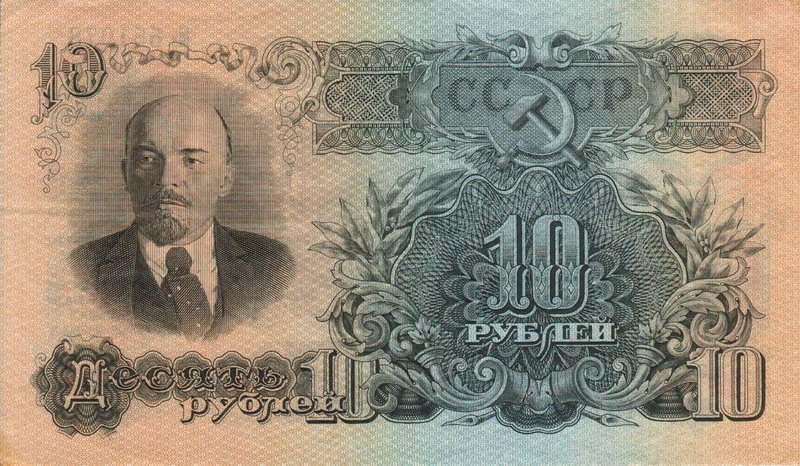
10 рублей (1947). Аверс
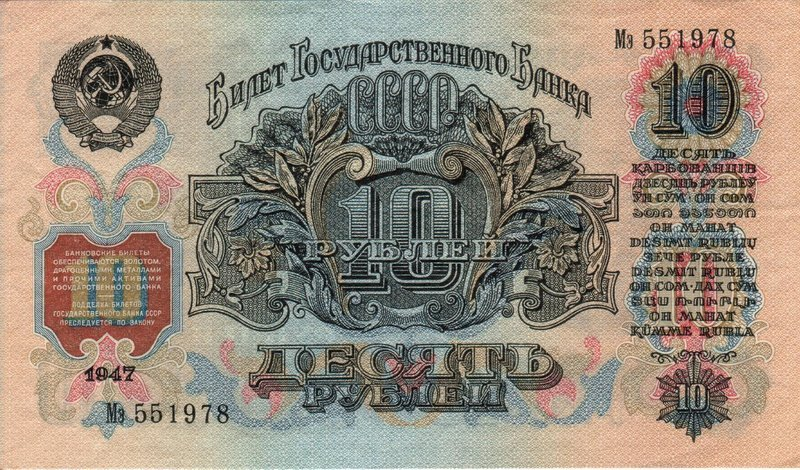
10 рублей (1947). Реверс
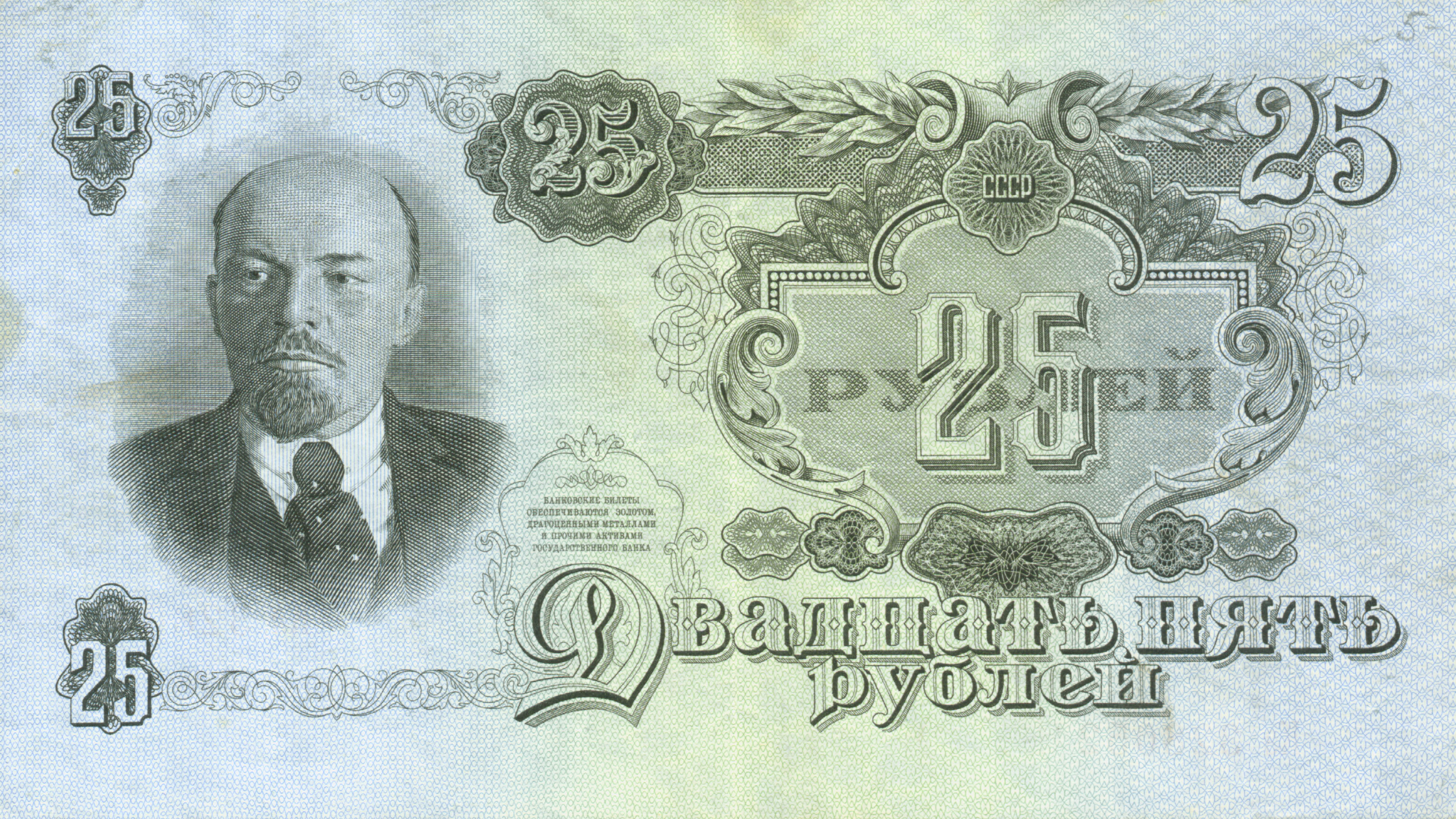
25 рублей (1947). Аверс
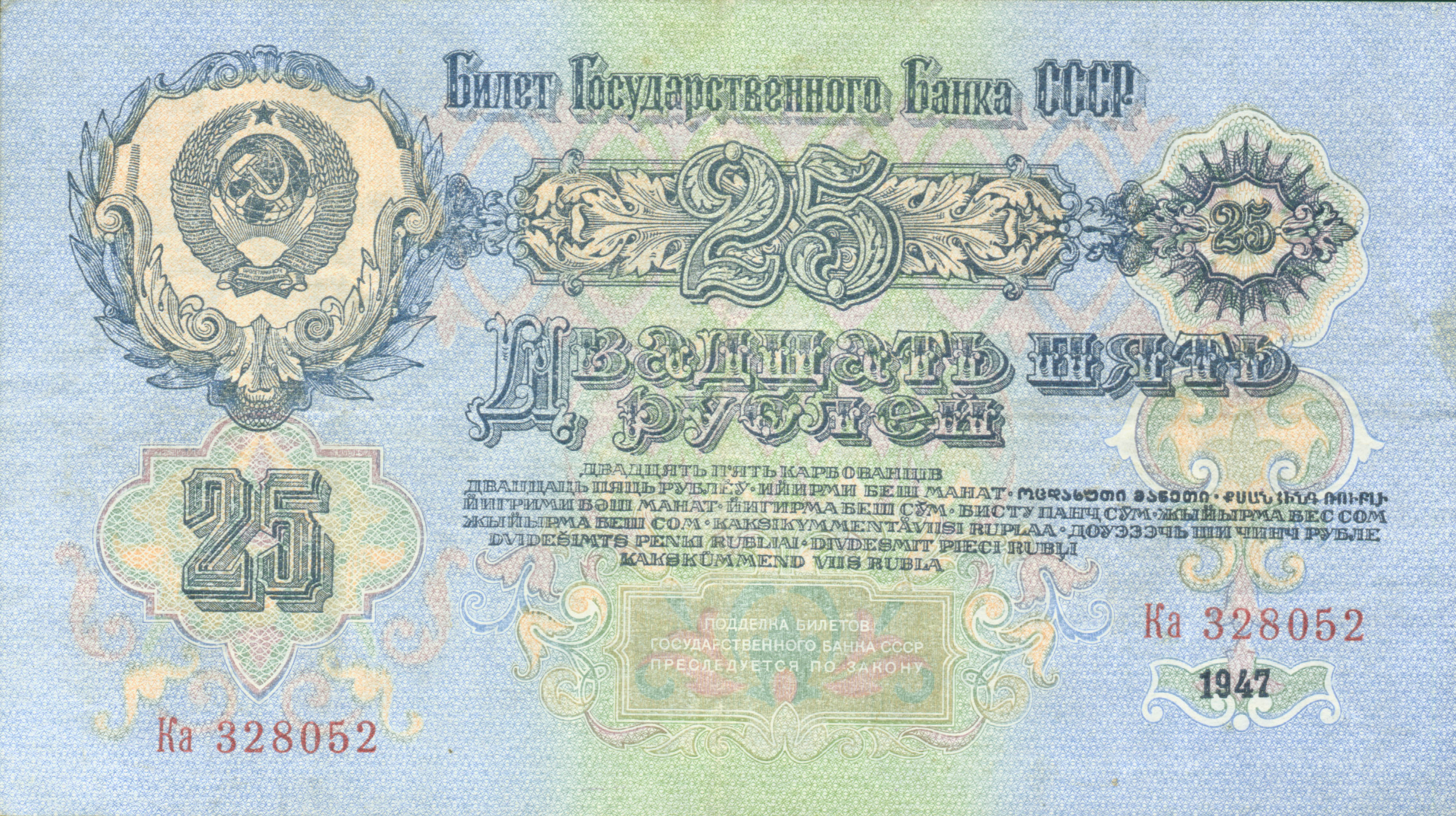
25 рублей (1947). Реверс
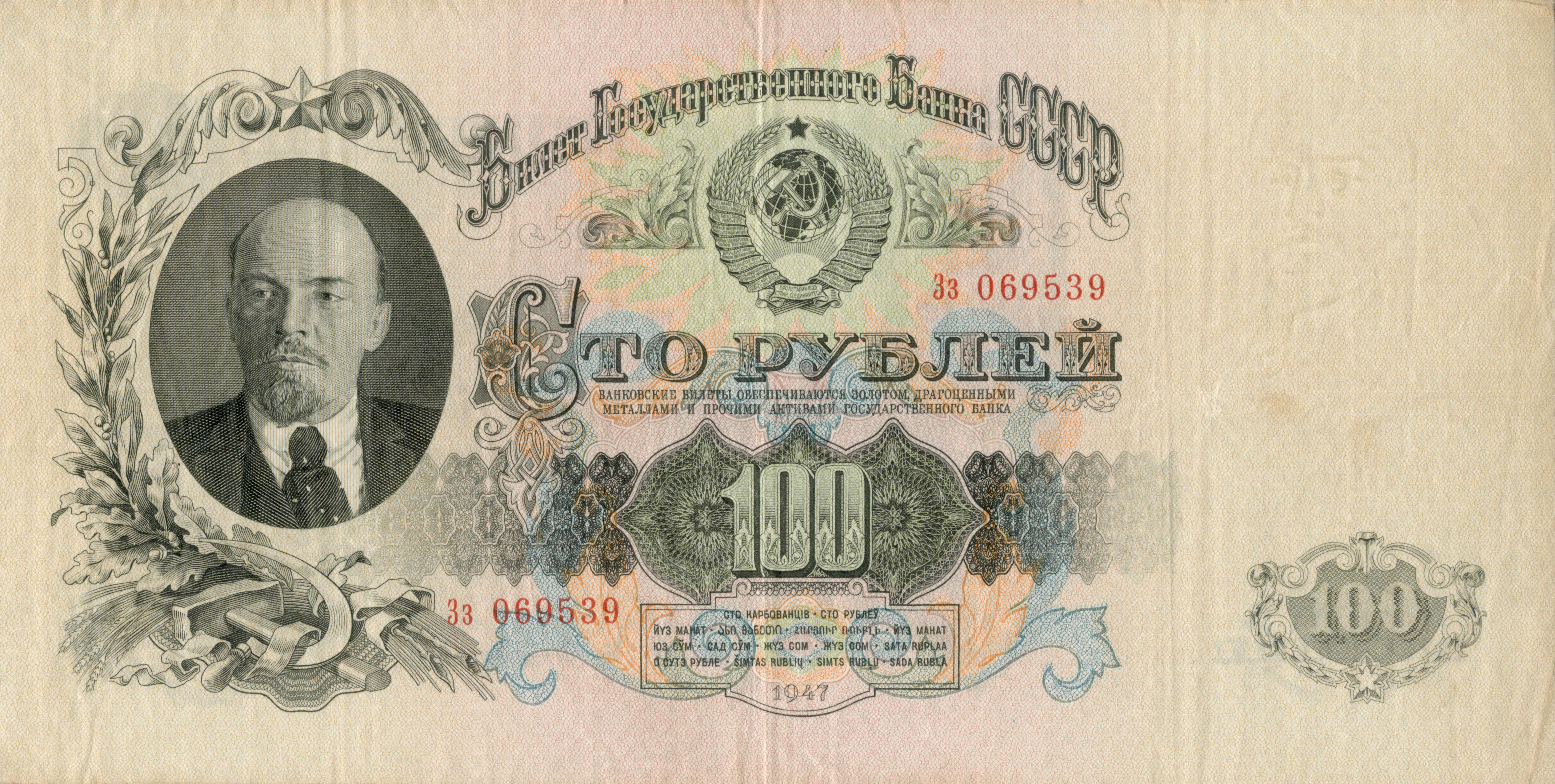
100 рублей (1947). Аверс
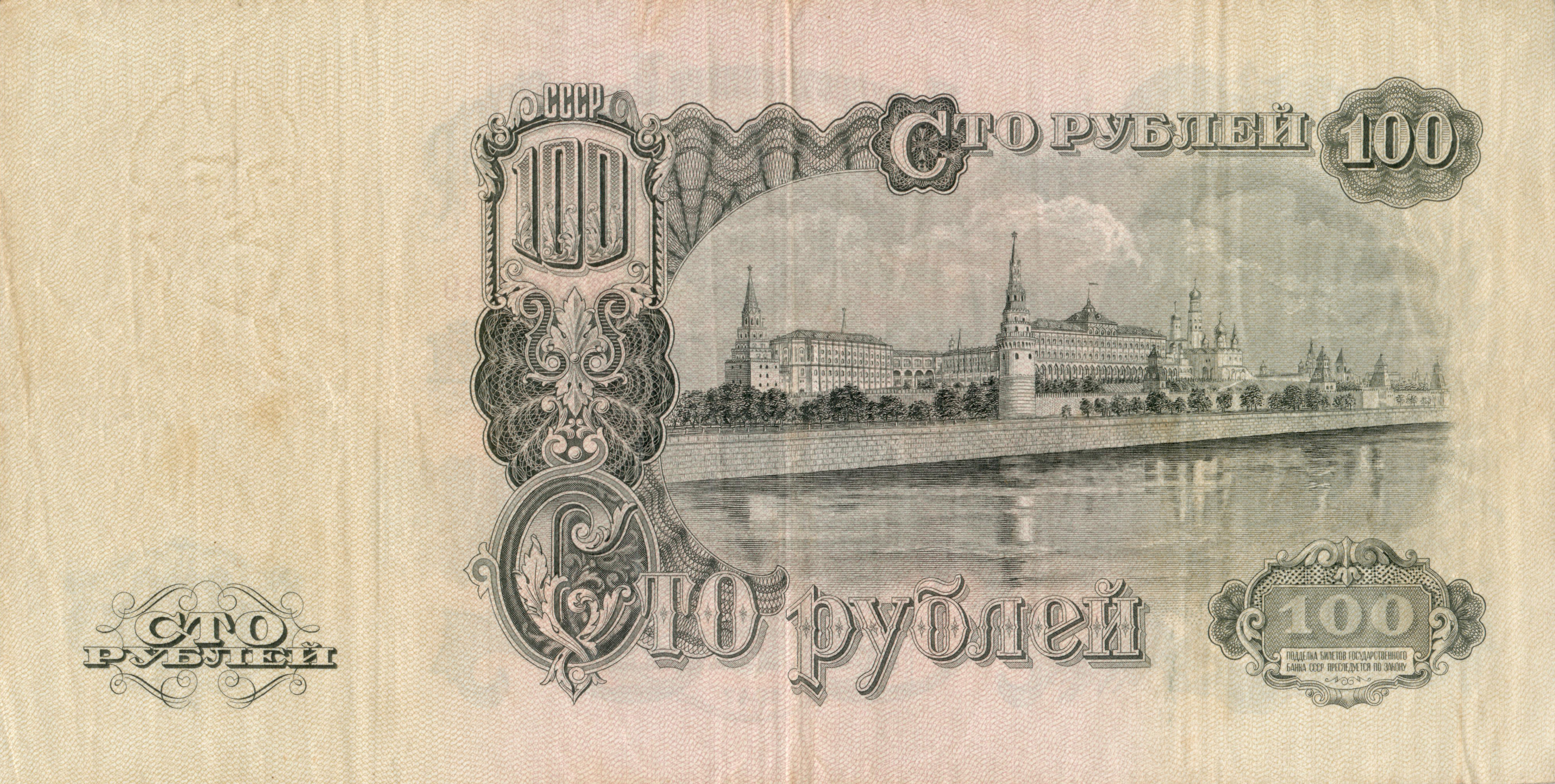
100 рублей (1947). Реверс

В начале 1960-х годов правительство приняло решение об изменении масштаба цен, в связи с этим потребовалось выпустить в обращение новые деньги образца 1961 года. Над эскизами денежных билетов достоинством в 1, 3 и 5 рублей работали С. А. Поманский (лицевая сторона) и И. И. Дубасов. Были также созданы новые образцы банковских билетов в 10, 25, 50 и 100 рублей. Это была последняя денежная реформа, в изготовлении денежных билетов которой Дубасов принял непосредственное участие. В то же время, купюры образца «павловской реформы» 1991 года, состоявшейся после смерти художника, были выполнены на основании художественных концепций автора, реализованных в выпусках 1961 года.

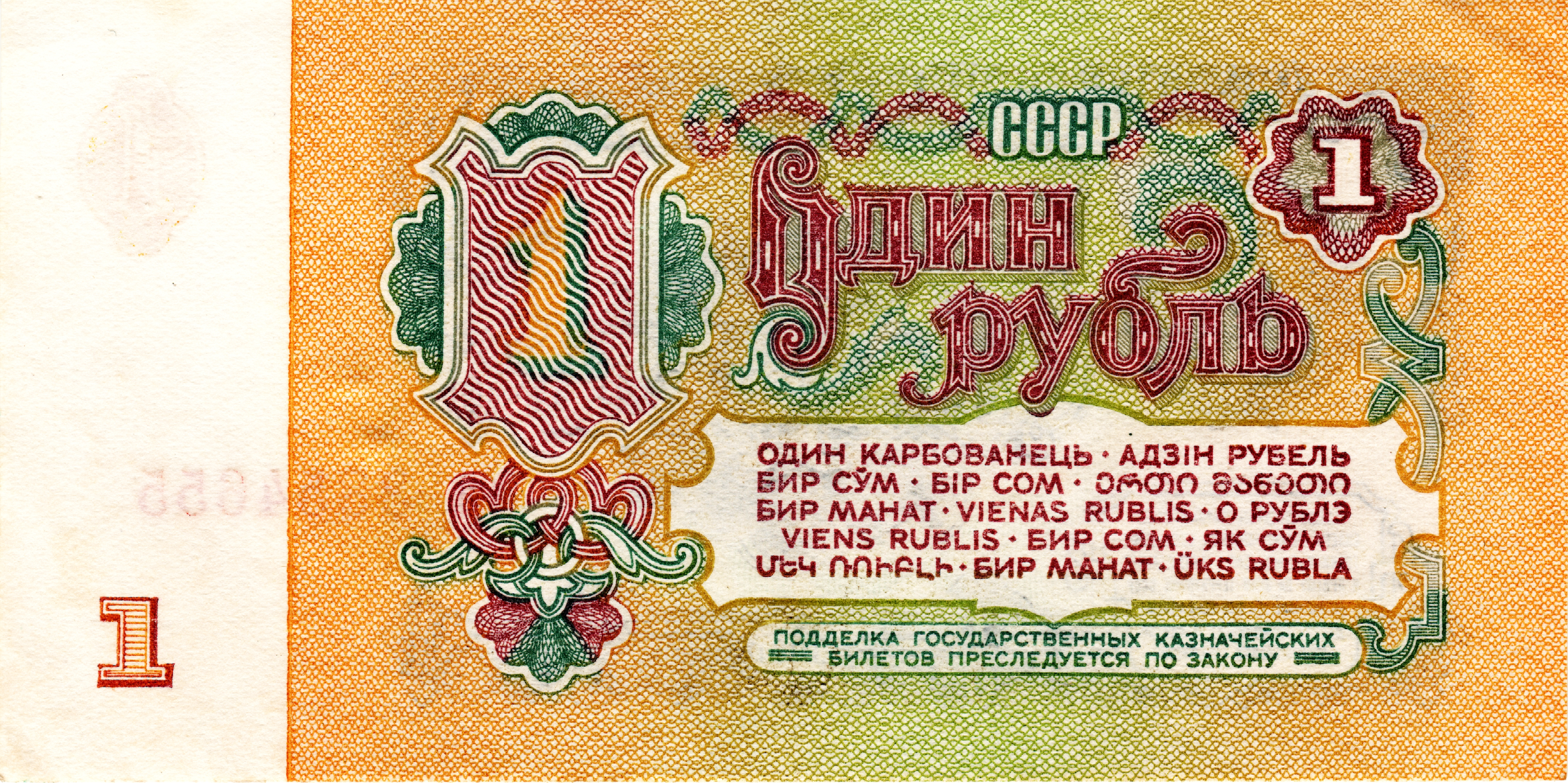
1 рубль СССР (1961). Реверс
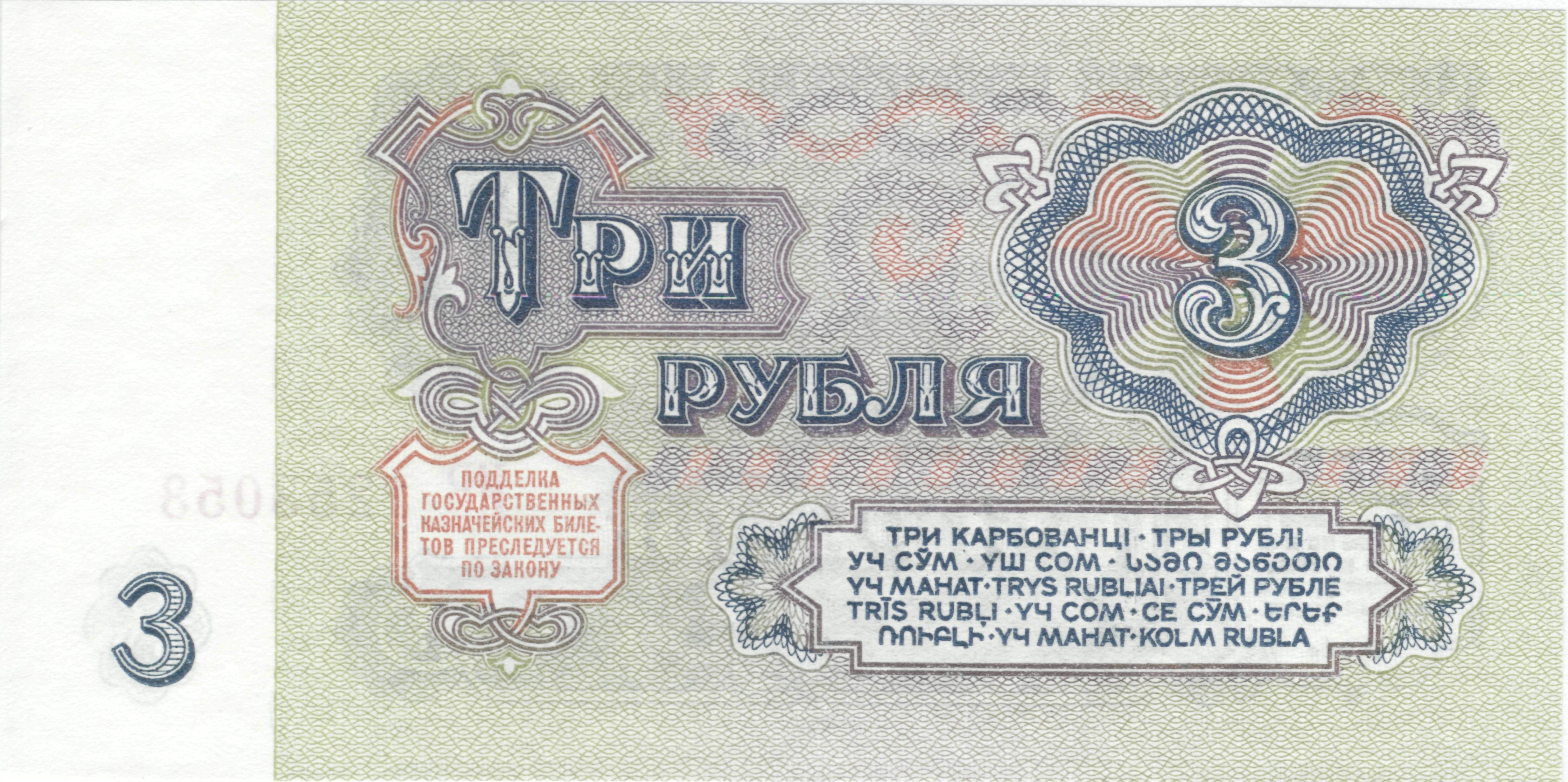
3 рубля (1961). Реверс
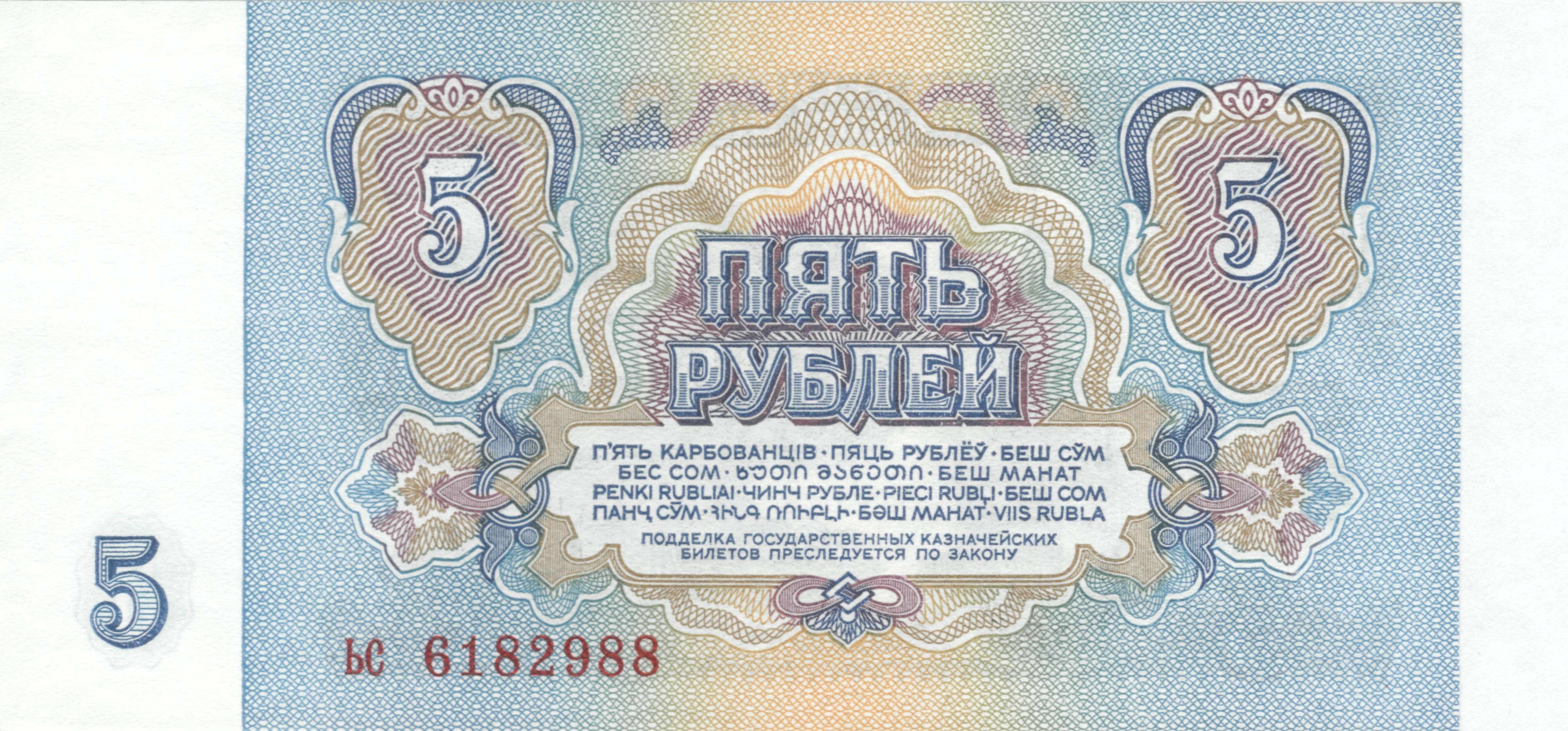
5 рублей (1961). Реверс
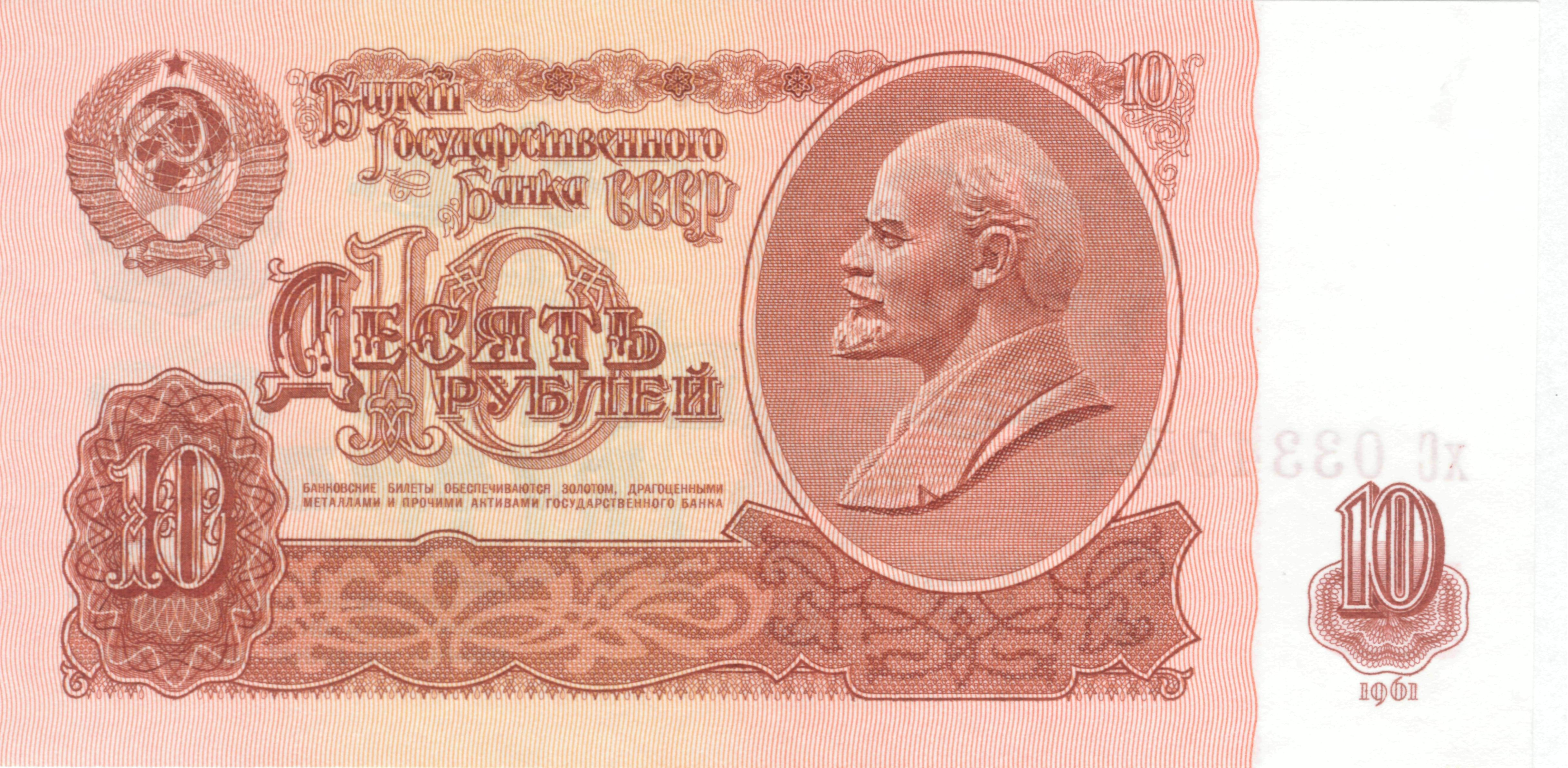
10 рублей (1961). Аверс
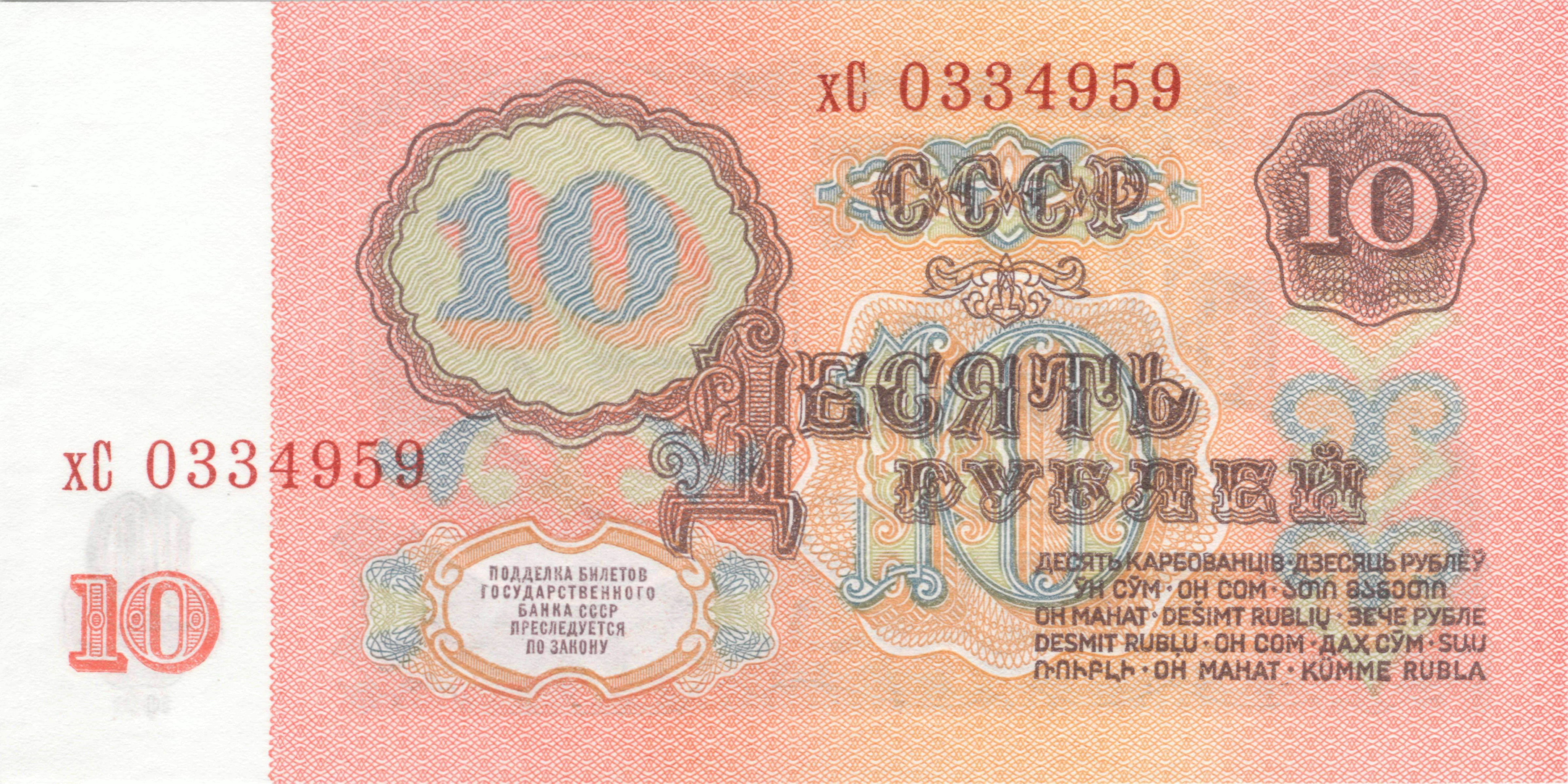
10 рублей СССР (1961). Реверс
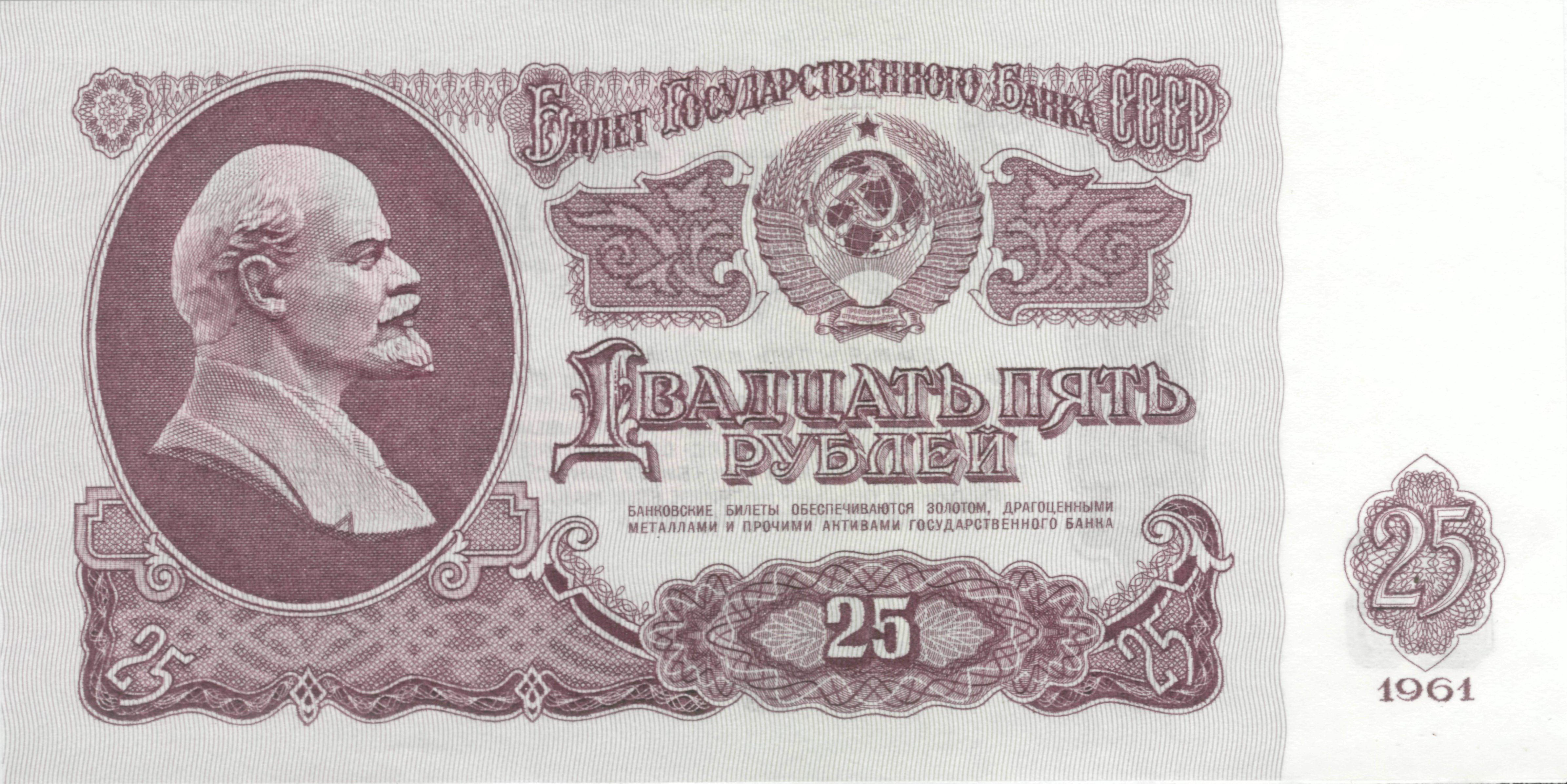
25 рублей (1961). Аверс
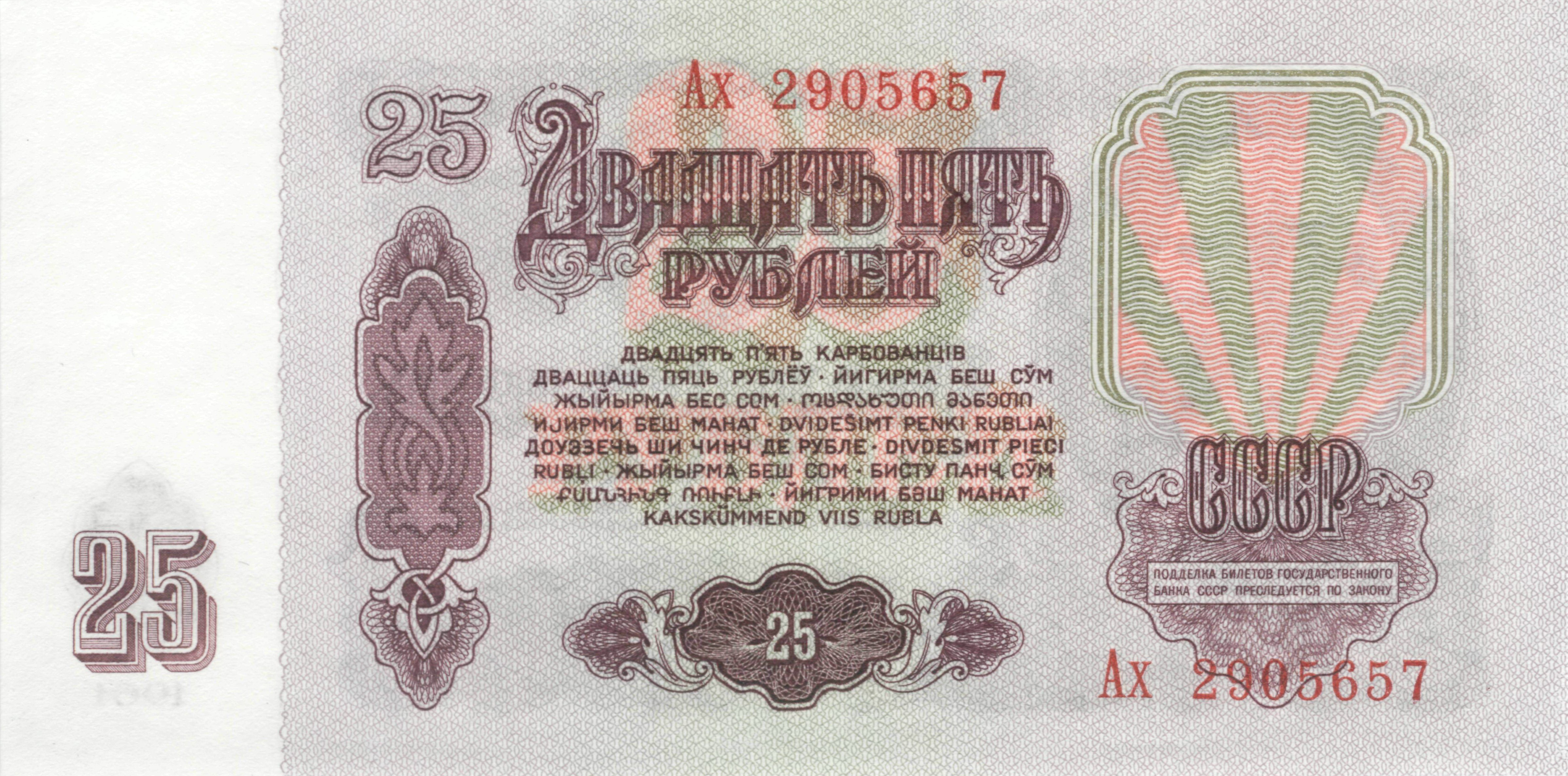
25 рублей (1961). Реверс
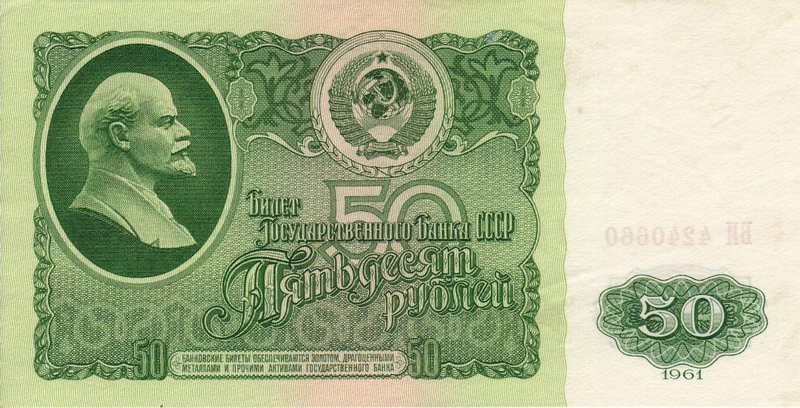
50 рублей (1961). Аверс
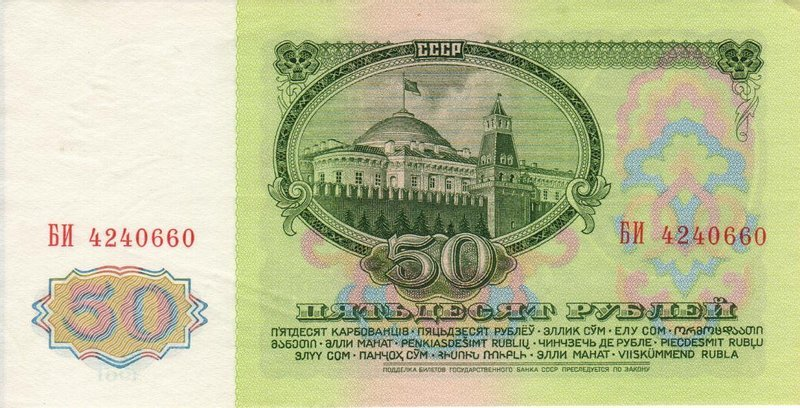
50 рублей (1961). Реверс
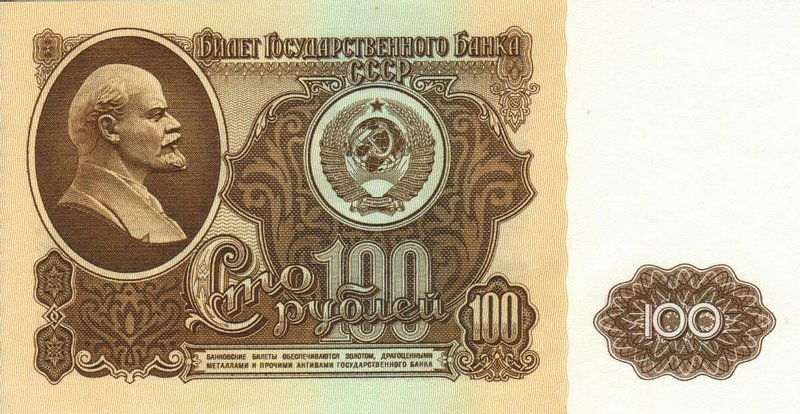
100 рублей (1961). Аверс
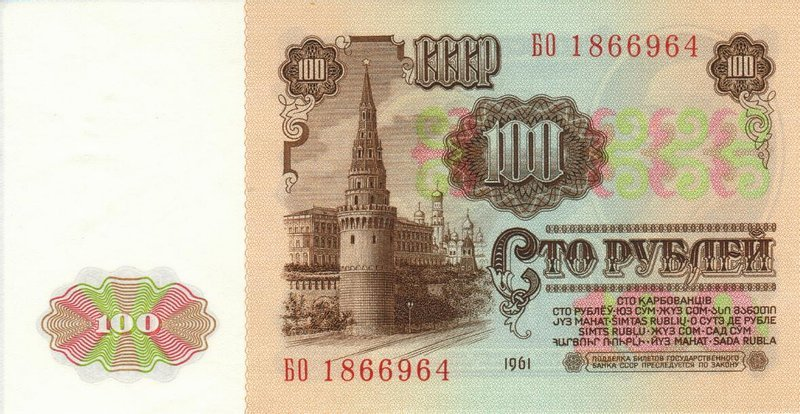
100 рублей (1961). Реверс
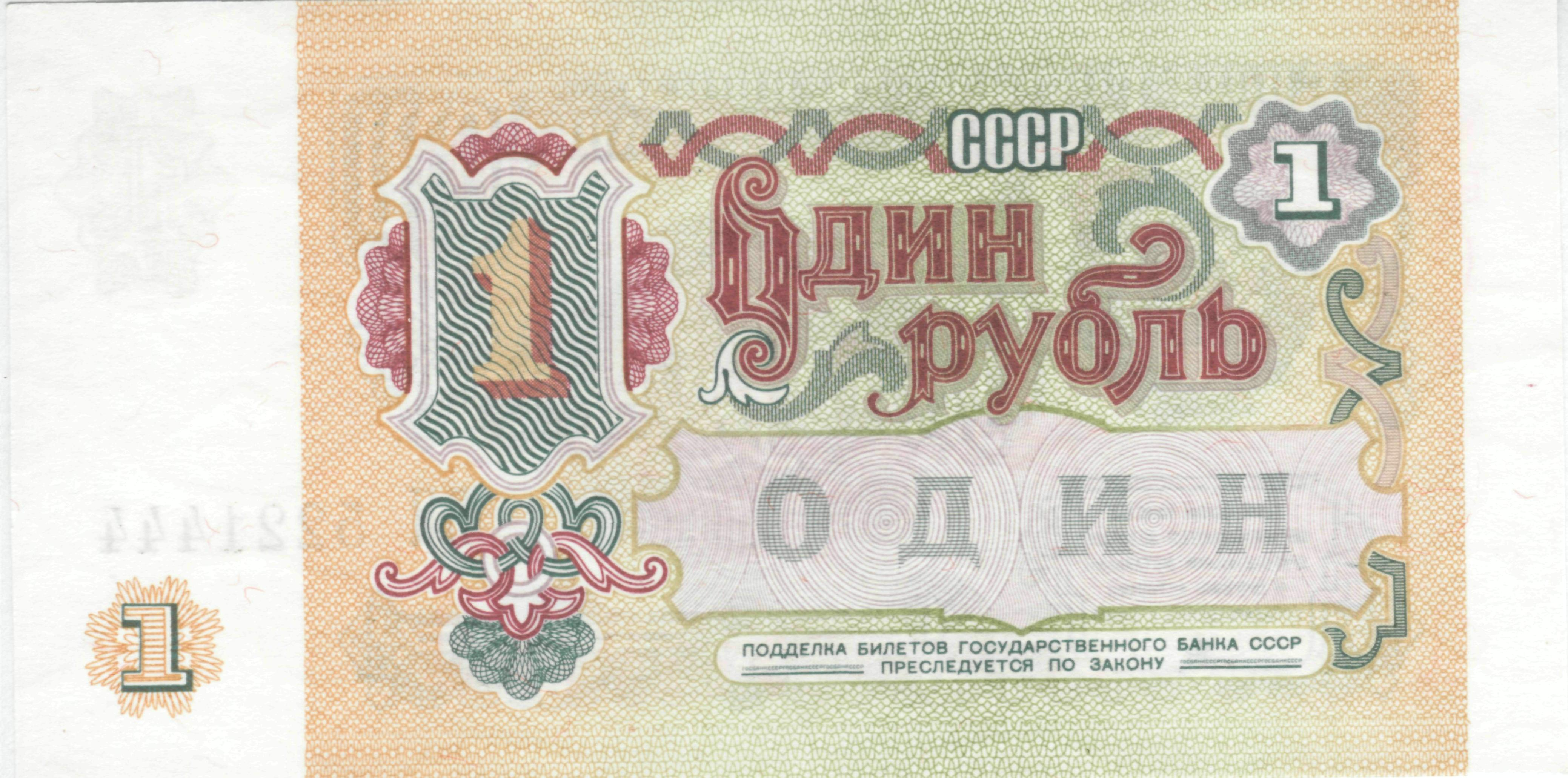
«Павловский» 1 рубль (1991)
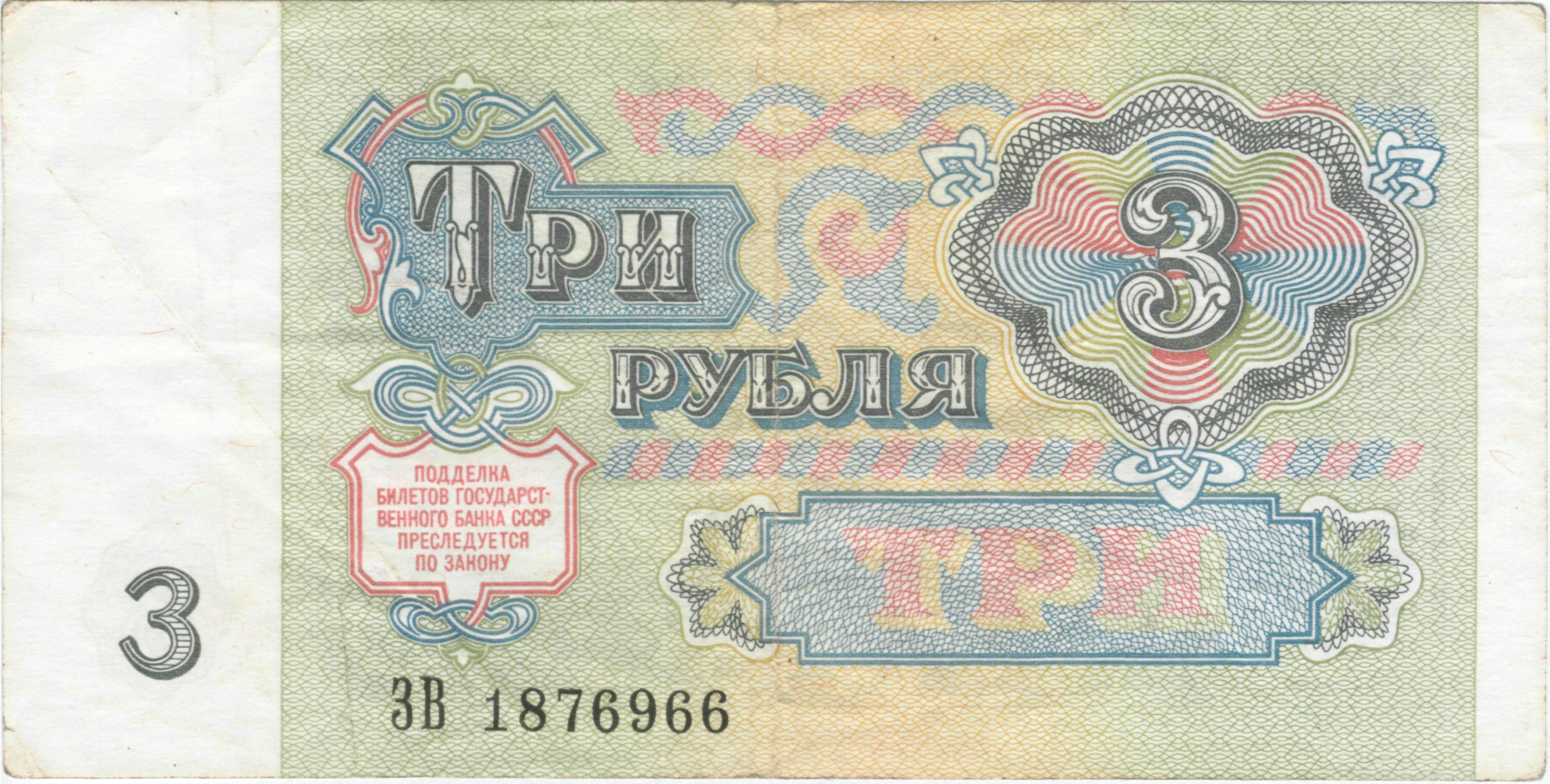
Павловские 3 рубля (1991)
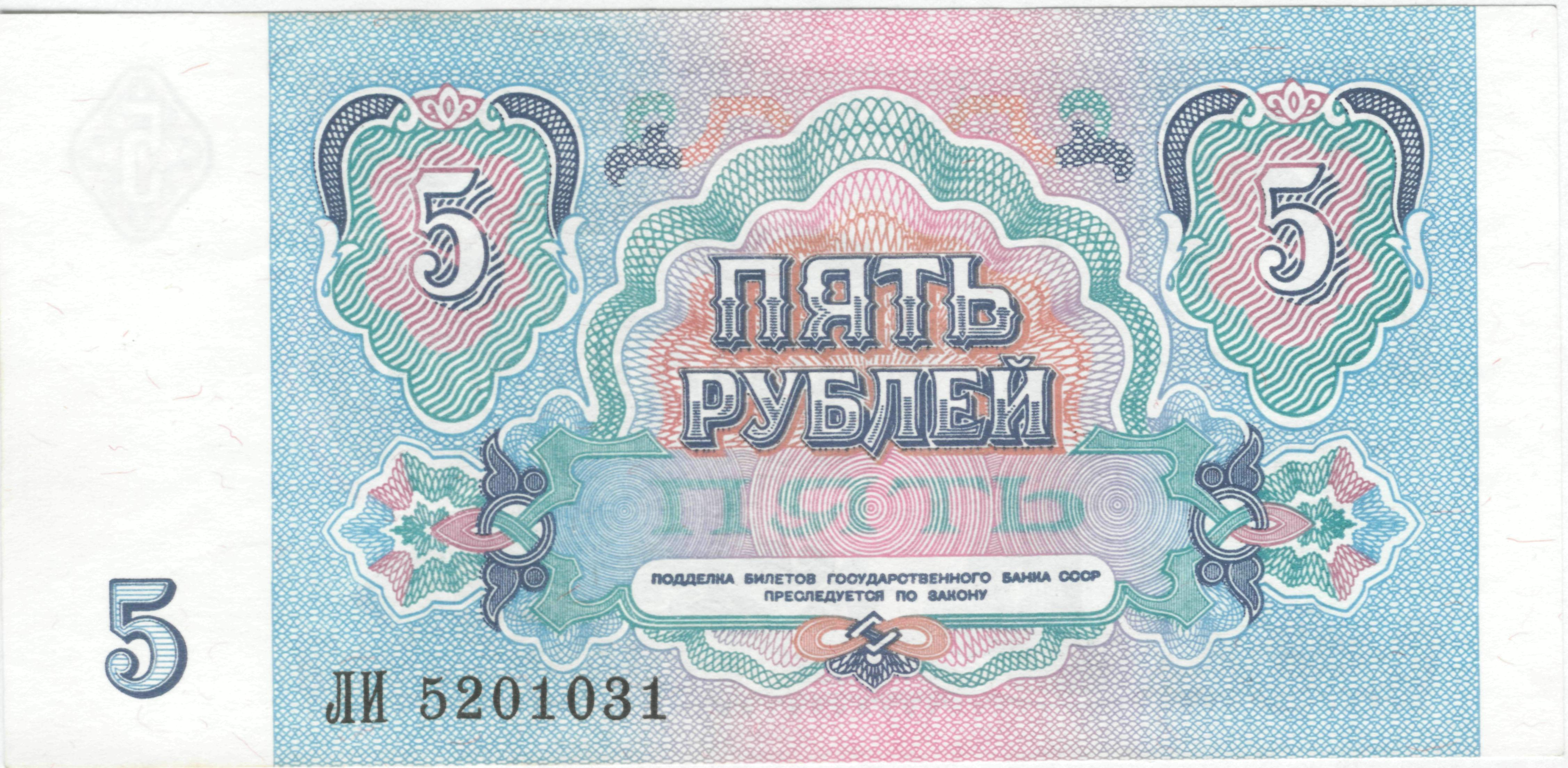
Павловские 5 рублей (1991)
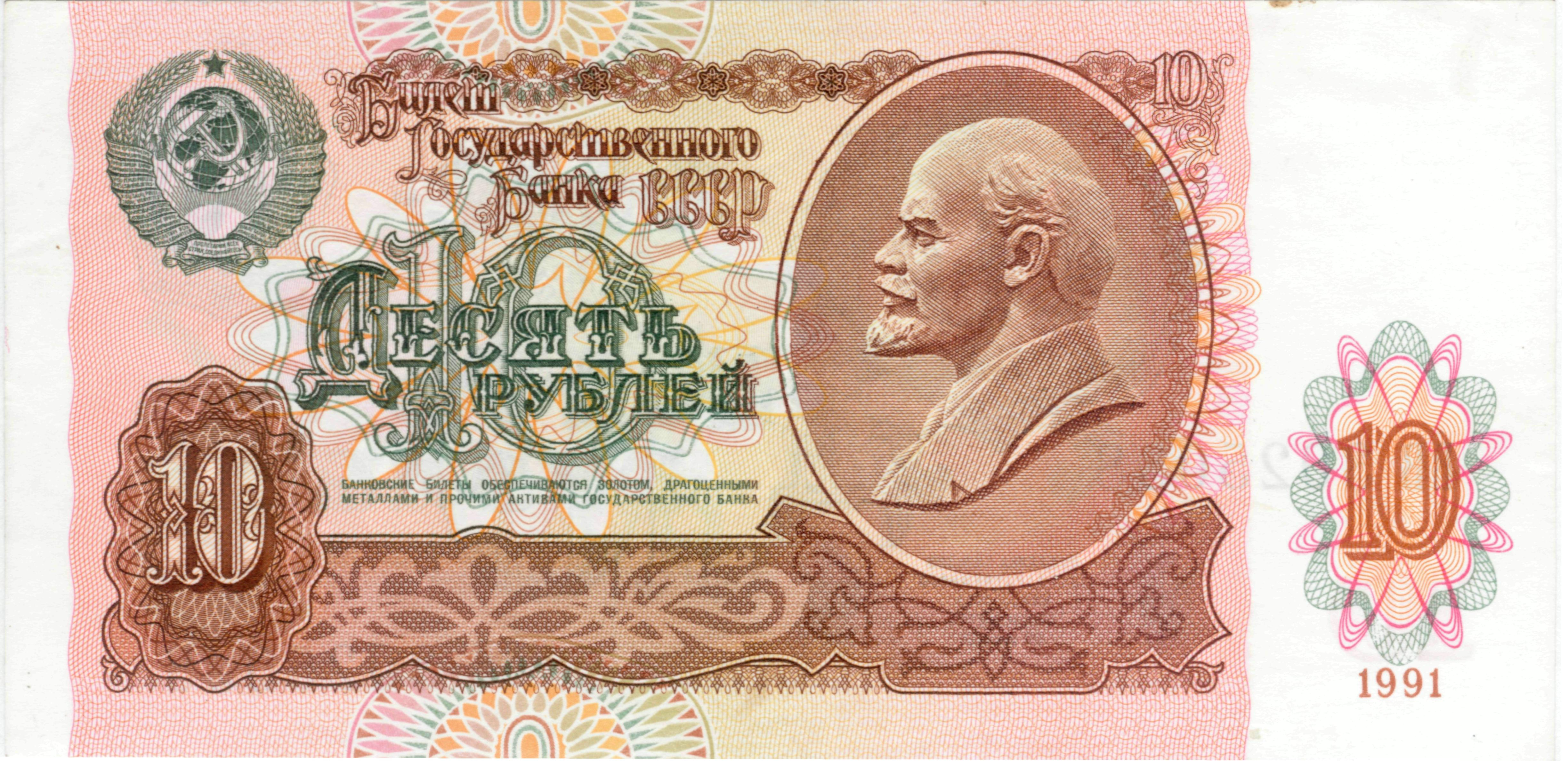
Павловские 10 рублей (1991). Аверс
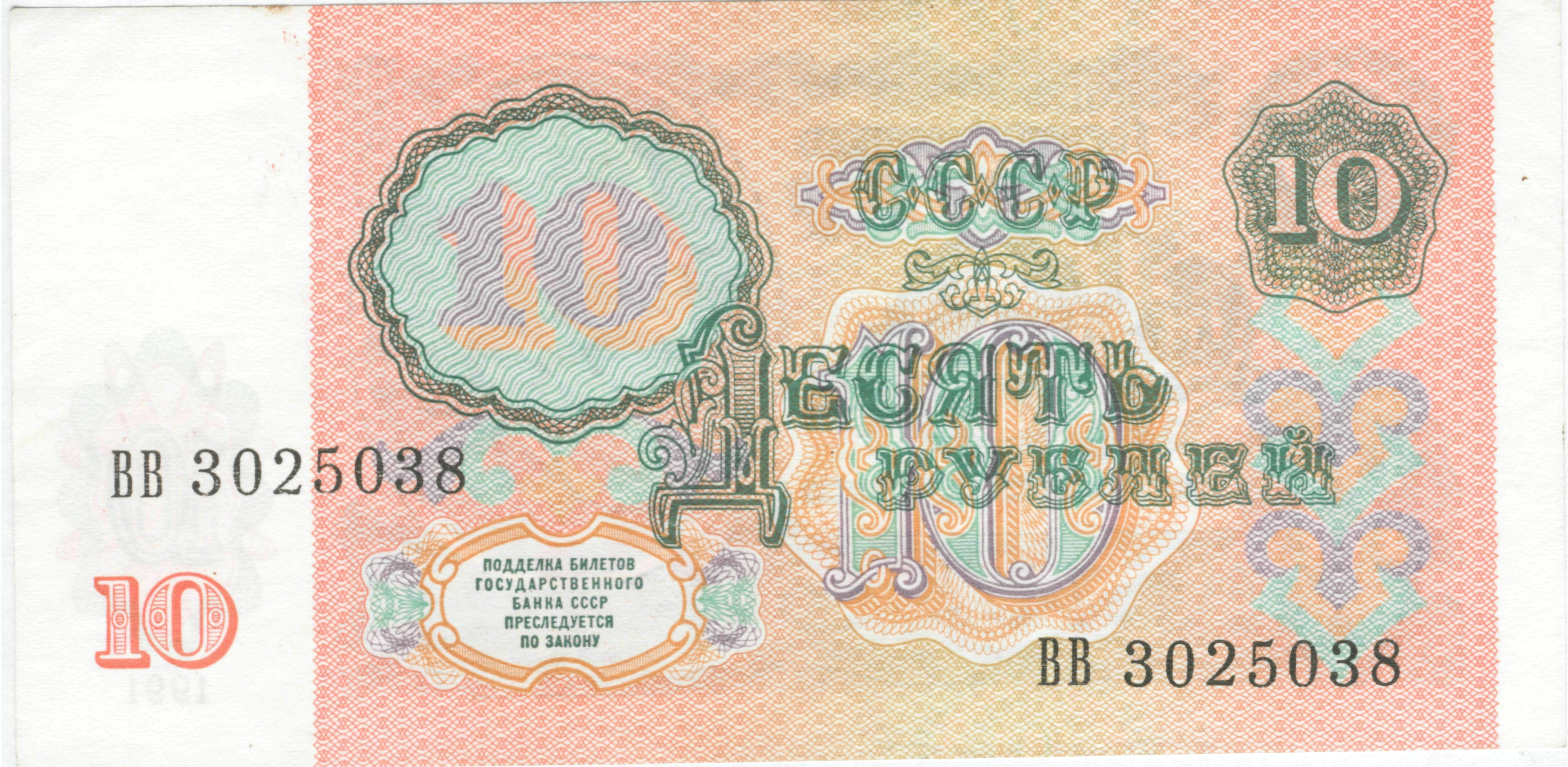
Павловские 10 рублей (1991). Реверс

Павловские 50, 100, 200, 500 рублей (1991). Аверс
Павловские 50, 100, 200, 500 рублей (1991). Реверс

Главный художник Гознака занимался также дизайном вымпелов, доставленных советскими космическими аппаратами на Луну и Венеру.
1 февраля 1971 года в возрасте 74 лет Иван Дубасов вышел на пенсию, прослужив в Гознаке 49 лет. Тем не менее он продолжал помогать в работе своим коллегам — И. С. Крылкову (также бывшему Главному художнику Гознака) и молодым мастерам Т. Никитиной, Л. Майоровой, В. Смирнову, И. Мокроусову, И. Сопронову. В кругу профессионалов Гознака Иван Дубасов считался «патриархом денежного дела».
Последняя работа художника — эскизы для нового городского герба Одинцова (1980), где прошли его детство и молодость. Графические работы И. И. Дубасова в количестве 21 единицы хранятся в Одинцовском историко-краеведческом музее.

### Работа в журналах
Иван Дубасов проявлял себя не только в деле создания денежных знаков. Долгие годы он сотрудничал со многими периодическими изданиями. Так, например, с 1923 по 1924 год журнал «Крестьянка» поместил несколько сотен его рисунков, которые иллюстрировали рассказы различных авторов и рубрику «Весёлые страницы». В 1925 году художник оформил обложки большинства номеров этого журнала. С июля 1925 года по октябрь 1926 года в журнале «Лапоть» было помещено 125 рисунков И. И. Дубасова. Нередко его рисунки заполняли всю площадь этого журнала. Рисунки художника публиковались также в таких журналах, как «Пионер», «Безбожник», «Работница».

### Работа над почтовыми марками
- СССР (1946): «25 лет советской почтовой марки»  (ЦФА [АО «Марка»] #1087—1089; Sc #1080—1082)

СССР (1946): «25 лет советской почтовой марки»
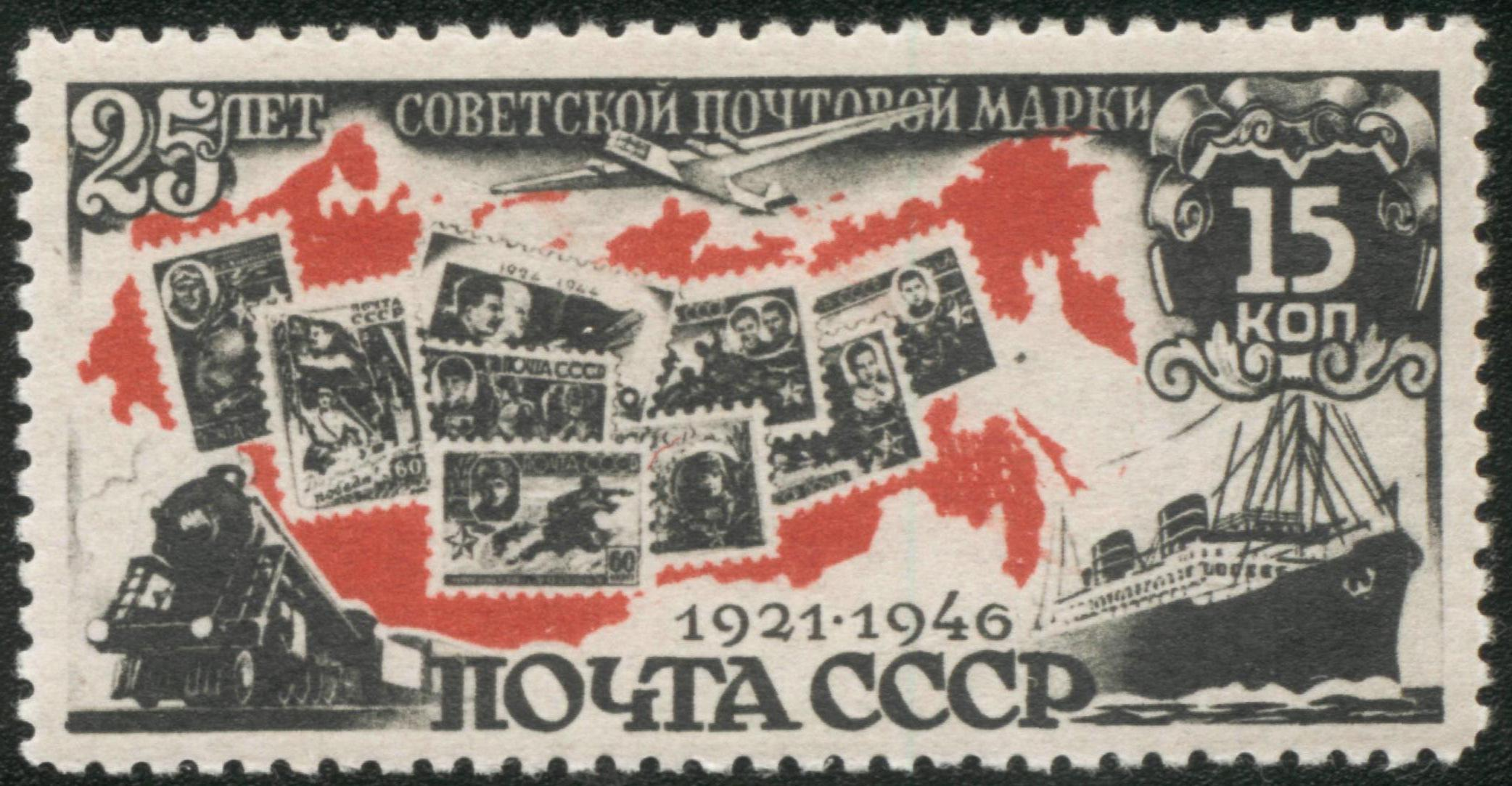
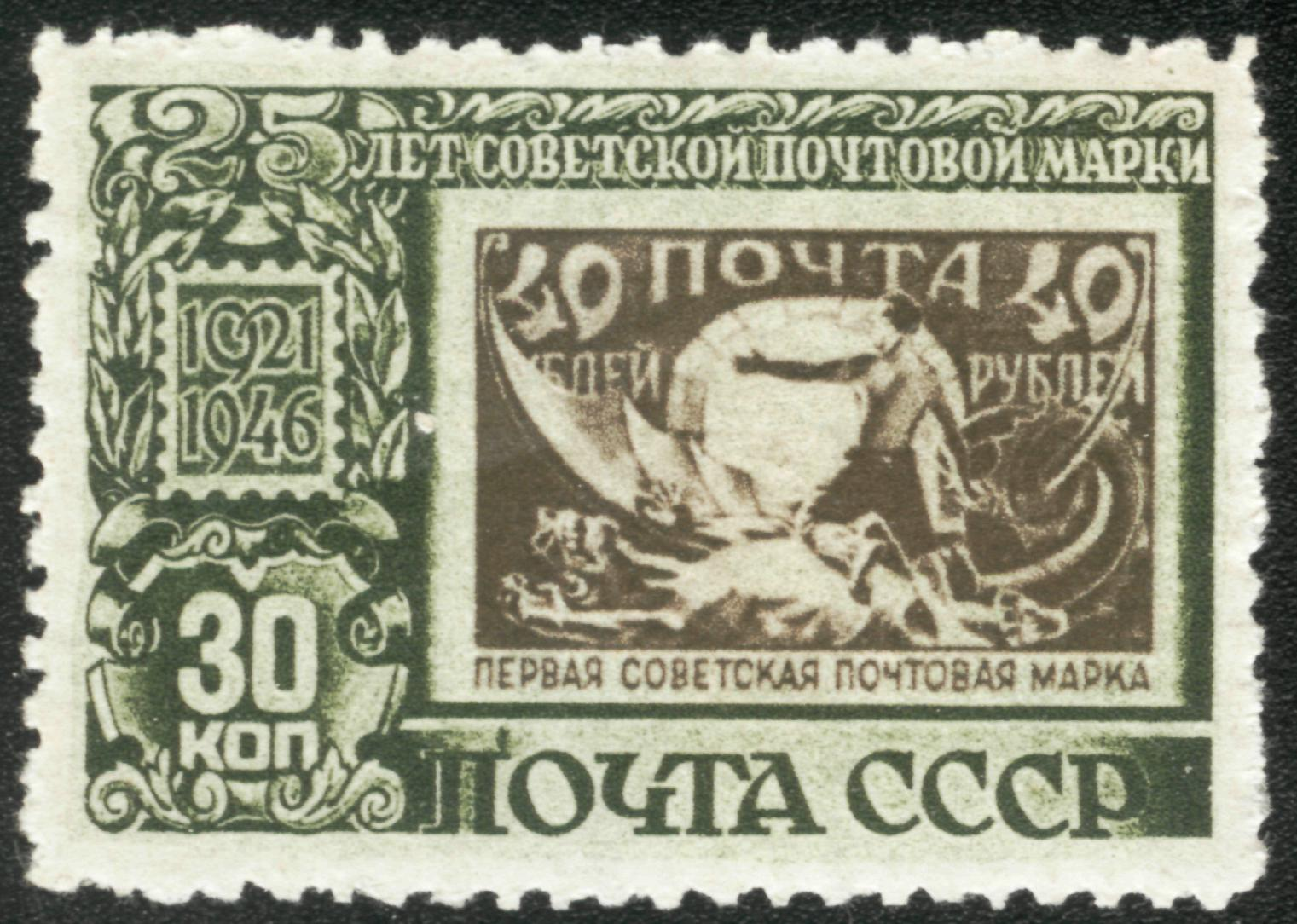
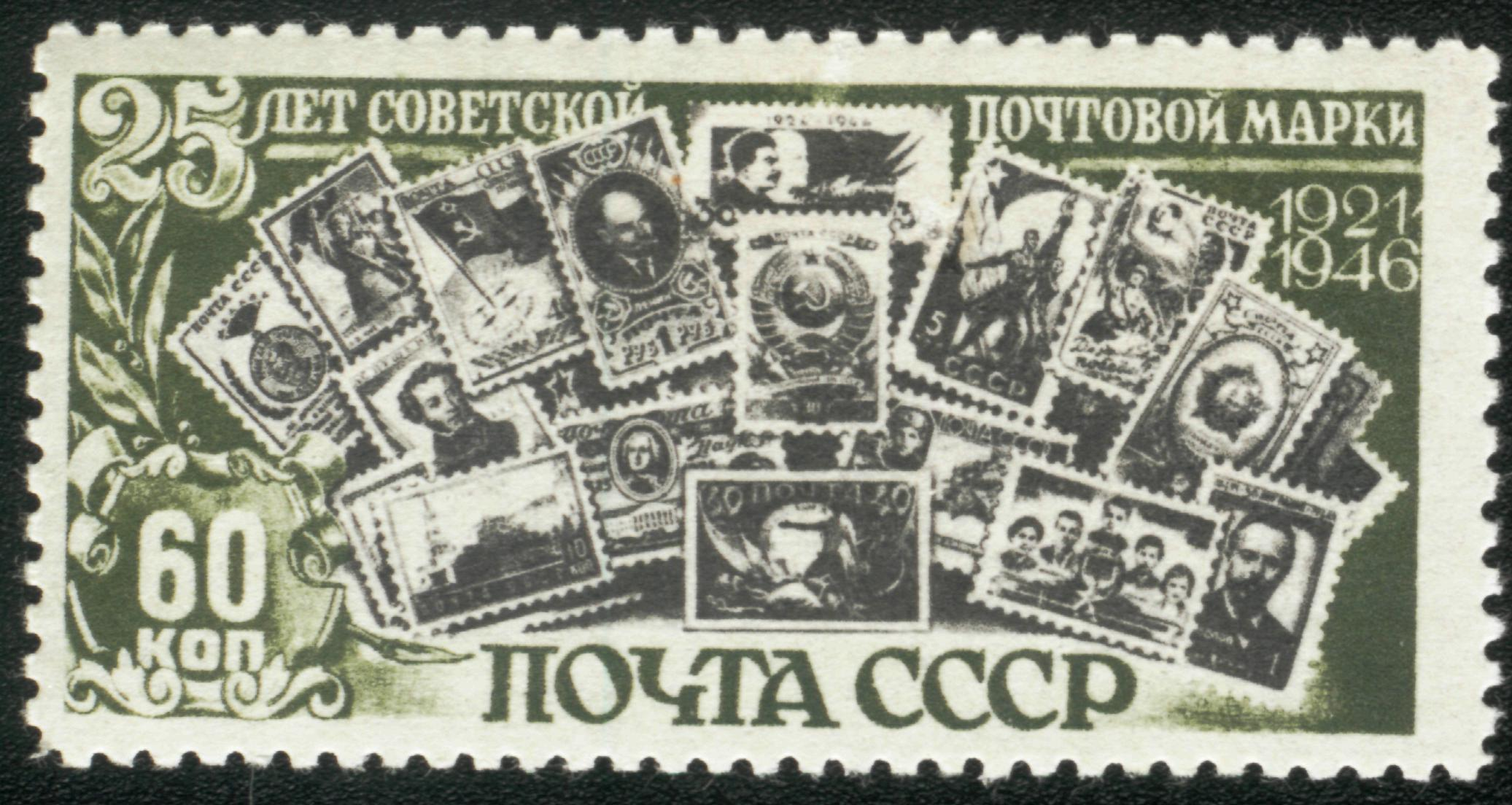

Талант художника был проявлен и в сотрудничестве с Дирекцией по изданию и экспедированию знаков почтовой оплаты (ДИЭЗПО). После завоевания первого места на конкурсе лучшей почтовой марки 1922 года и до 1965 года И. И. Дубасов создал более 150 оригиналов почтовых марок на самые различные сюжеты. Так, его марка 1924 года была первой в СССР с изображением В. И. Ленина; всего им создано свыше 20 марок Ленинианы. В 1931 году к совместной исследовательской полярной экспедиции ледокола «Малыгин» и немецкого дирижабля «Граф Цеппелин» были выпущены восемь марок одинакового рисунка, но разного номинала (ЦФА [АО «Марка»] #379—386; Sc #С26—С33). Эта серия стала первой авиационным полярным выпуском и первой, изображающей судно в Арктике. Широко известна его серия марок, посвящённая 20-летию штурма Перекопа Красной армией (1940) (ЦФА [АО «Марка»] #768—779; Sc #811—816).
В 1940-е и 1950-е годы художник продолжал работу над почтовыми миниатюрами, посвящёнными важным событиям в стране, а также юбилеям известных писателей, художников и многих других деятелей науки и культуры, включая:
- 1940 и 1953 — В. В. Маяковского  (ЦФА [АО «Марка»] #733—736 и 1719; Sc #776—779 и 1663),
- 1942 — А. Навои (ЦФА [АО «Марка»] #821—822; Sc #857—858),
- 1945 и 1954 — А. С. Грибоедова (ЦФА [АО «Марка»] #958—959 и 1744—1745; Sc #966—967 и 1690—1691),
- 1945 — А. И. Герцена (ЦФА [АО «Марка»] #1004—1005; Sc #1009—1010),
- 1945 — И. И. Мечникова (ЦФА [АО «Марка»] #1006—1007; Sc #1011—1012),
- 1946 — А. М. Горького (ЦФА [АО «Марка»] #1053—1054; Sc #1047—1048),
- 1946 — Н. А. Некрасова (ЦФА [АО «Марка»] #1098—1099; Sc #1089—1090),
- 1949 и 1955 — А. С. Попова (ЦФА [АО «Марка»] #1395—1397 и 1844—1845; Sc #1352—1354 и 1759—1760),
- 1950 — И. И. Левитана (ЦФА [АО «Марка»] #1567—1568; Sc #1527—1528),
- 1951 — В. М. Васнецова (ЦФА [АО «Марка»] #1649—1650; Sc #1594—1595),
- 1952 — А. С. Новикова-Прибоя (ЦФА [АО «Марка»] #1684; Sc #1628),
- 1952 — В. Д. Поленова (ЦФА [АО «Марка»] #1701—1702; Sc #1646—1647),
- 1956 — В. Г. Перова (ЦФА [АО «Марка»] #1886—1888; Sc #1805—1807),
- 1956 — И. Я. Франко (ЦФА [АО «Марка»] #1926—1928; Sc #1858—1859, 1896),
- 1957 — В. В. Стасова (ЦФА [АО «Марка»] #2057—2058; Sc #1988—1989).

Серия его марок 1954 года была посвящена 100-летию обороны Севастополя в Крымской войне 1854—1855 годов (ЦФА [АО «Марка»] #1790—1792; Sc #1726—1728).
Лучшими своими работами Иван Иванович считал выпуски с портретами Горького и Маяковского, этнографическую серию «Народы СССР» 1933 года (ЦФА [АО «Марка»] #411—431; Sc #489—509), созданную совместно с Д. Голядкиным, В. Завьяловым и С. Новским. Напротив, марка 1929 года с изображением рабочего у станка (ЦФА [АО «Марка»] #347; Sc #427) из серии «За индустриализацию СССР», по мнению художника, так ему и не удалась до конца.
Иван Дубасов занимал одно из лидирующих мест в области советской почтовой миниатюры, вместе с такими художниками, как В. В. Завьялов, В. Андреев, Е. Н. Гундобин. Свою манеру изображения сам художник называл техникой миниатюрной живописи, поскольку на его творчество большое влияние оказала учёба в Строгановском училище, где художнику приходилось работать на эмали и фарфоре.

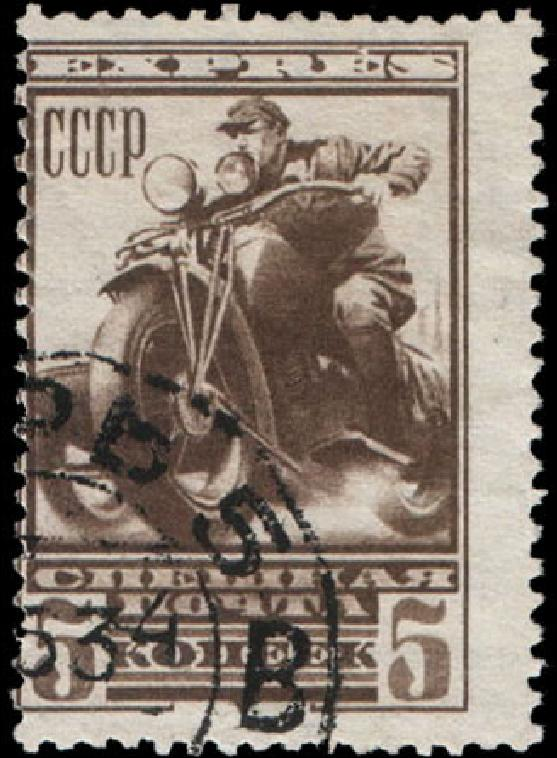
Марка СССР спешной почты, 1932, 5 копеек  (ЦФА [АО «Марка»] #387; Sc #E1)
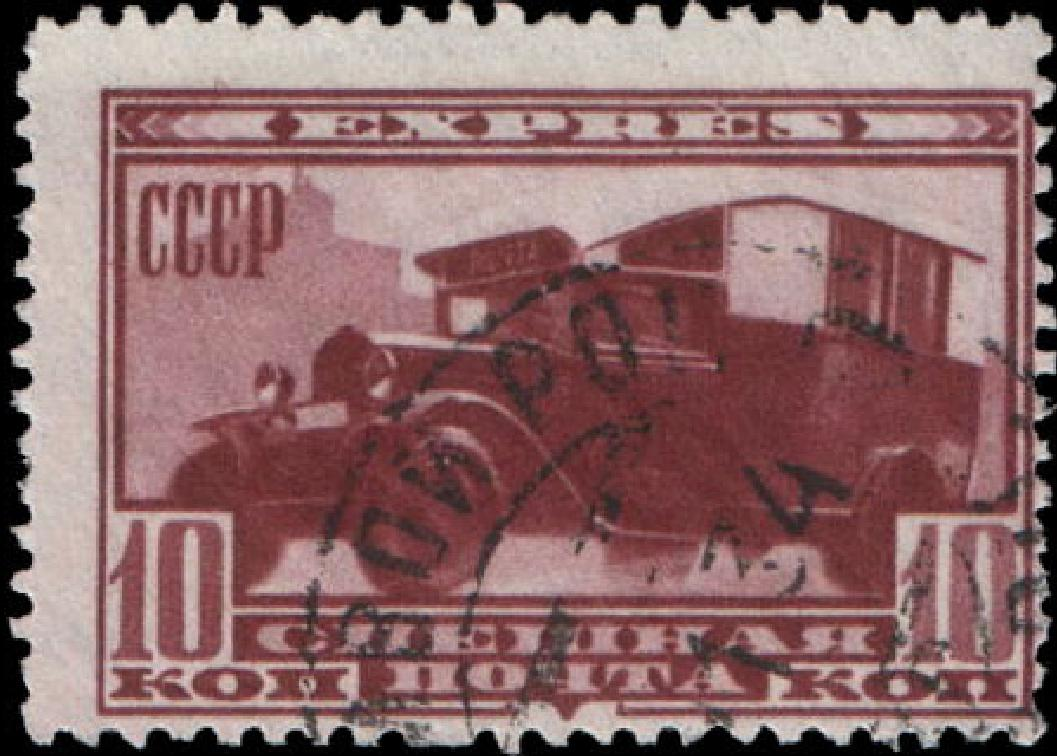
То же, 10 копеек  (ЦФА [АО «Марка»] #388; Sc #E2)
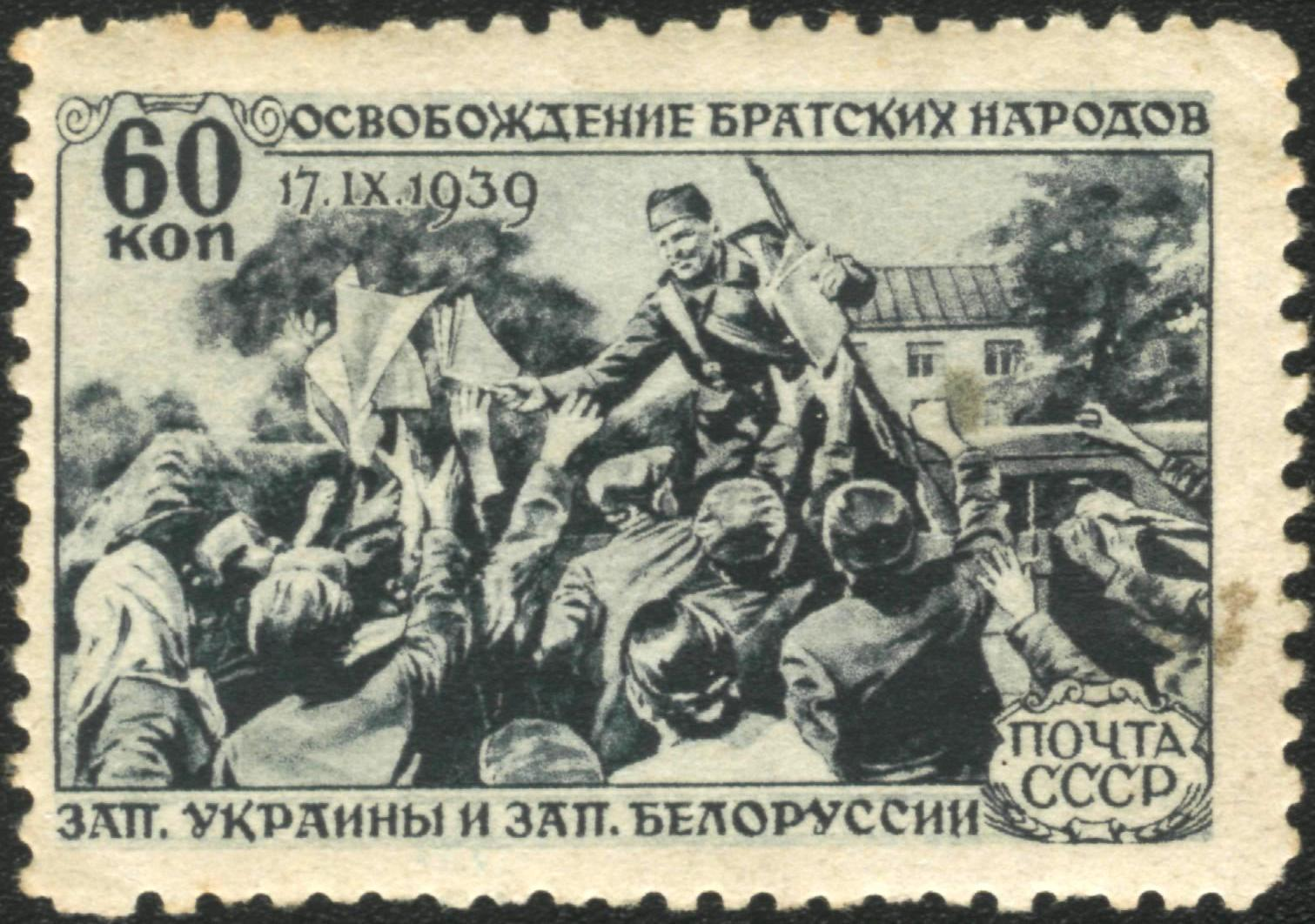
Марка СССР из серии «Воссоединение Западной Украины с УССР и Западной Белоруссии с БССР (сентябрь 1939)», 1940, 60 копеек  (ЦФА [АО «Марка»] #727; Sc #770)
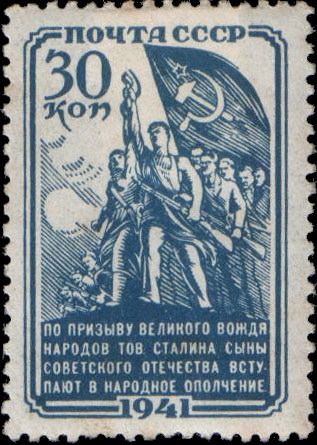
Марка СССР. Народное ополчение, 1941, 30 копеек  (ЦФА [АО «Марка»] № 820)
Серия марок СССР «Первая годовщина Карело-Финской ССР», 1941, 30 и 45 копеек  (ЦФА [АО «Марка»] #800—801; Sc #841—842)
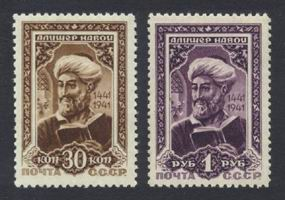
Марки СССР «500-летие со дня рождения Алишера Низамиддина Навои (1441—1501)», 1942, 30 копеек и 1 рубль  (ЦФА [АО «Марка»] #827—828; Sc #857—858)
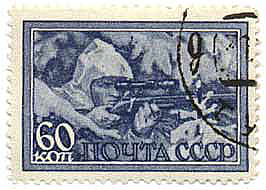
Марка СССР из третьего выпуска «Великая Отечественная война 1941—1945 гг.», 1943, 60 копеек (ЦФА [АО «Марка»] #842; Sc #893)
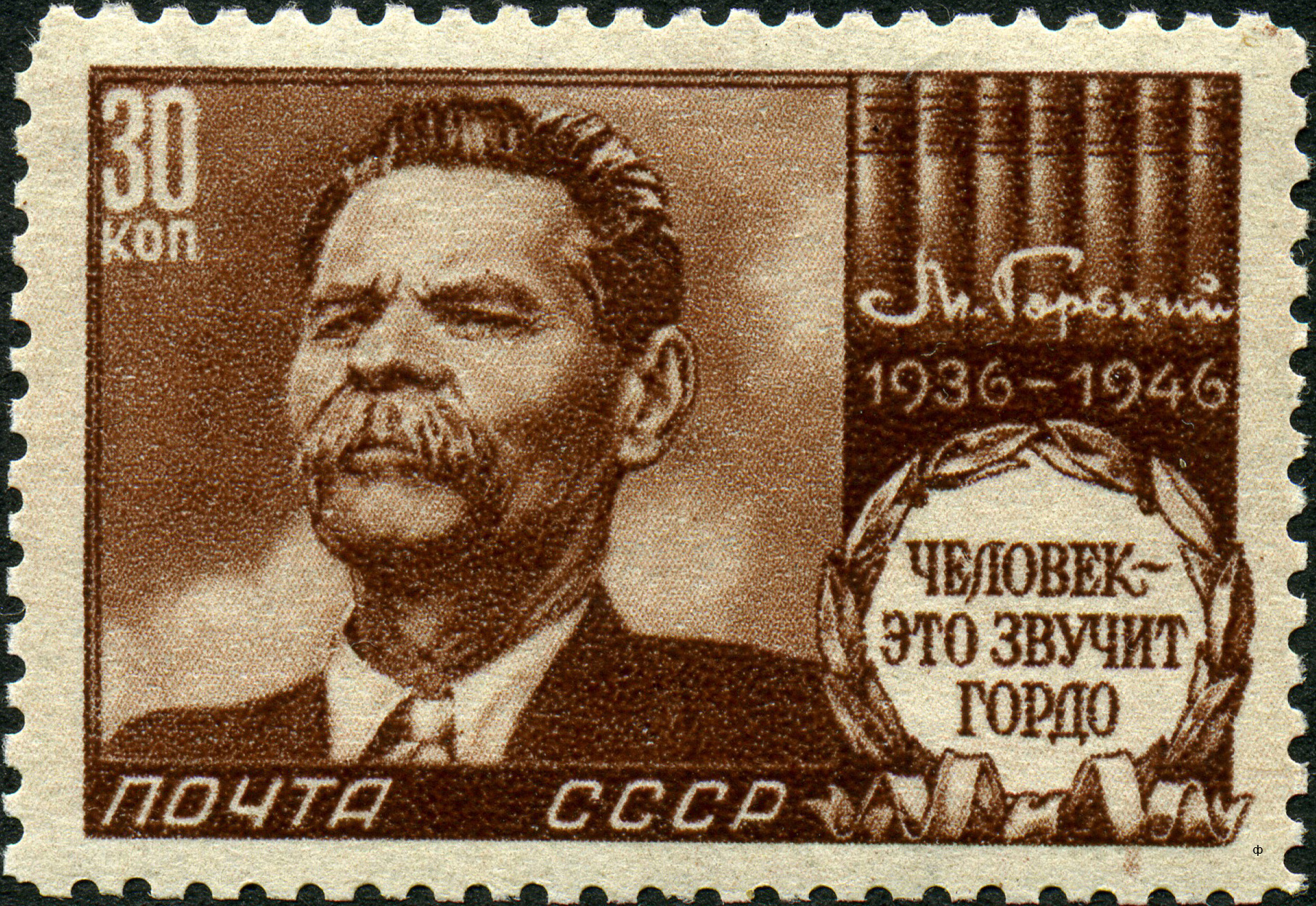
Марка СССР «10 лет со дня смерти М. Горького», 1946, 30 копеек  (ЦФА [АО «Марка»] #1053; Sc #1047))
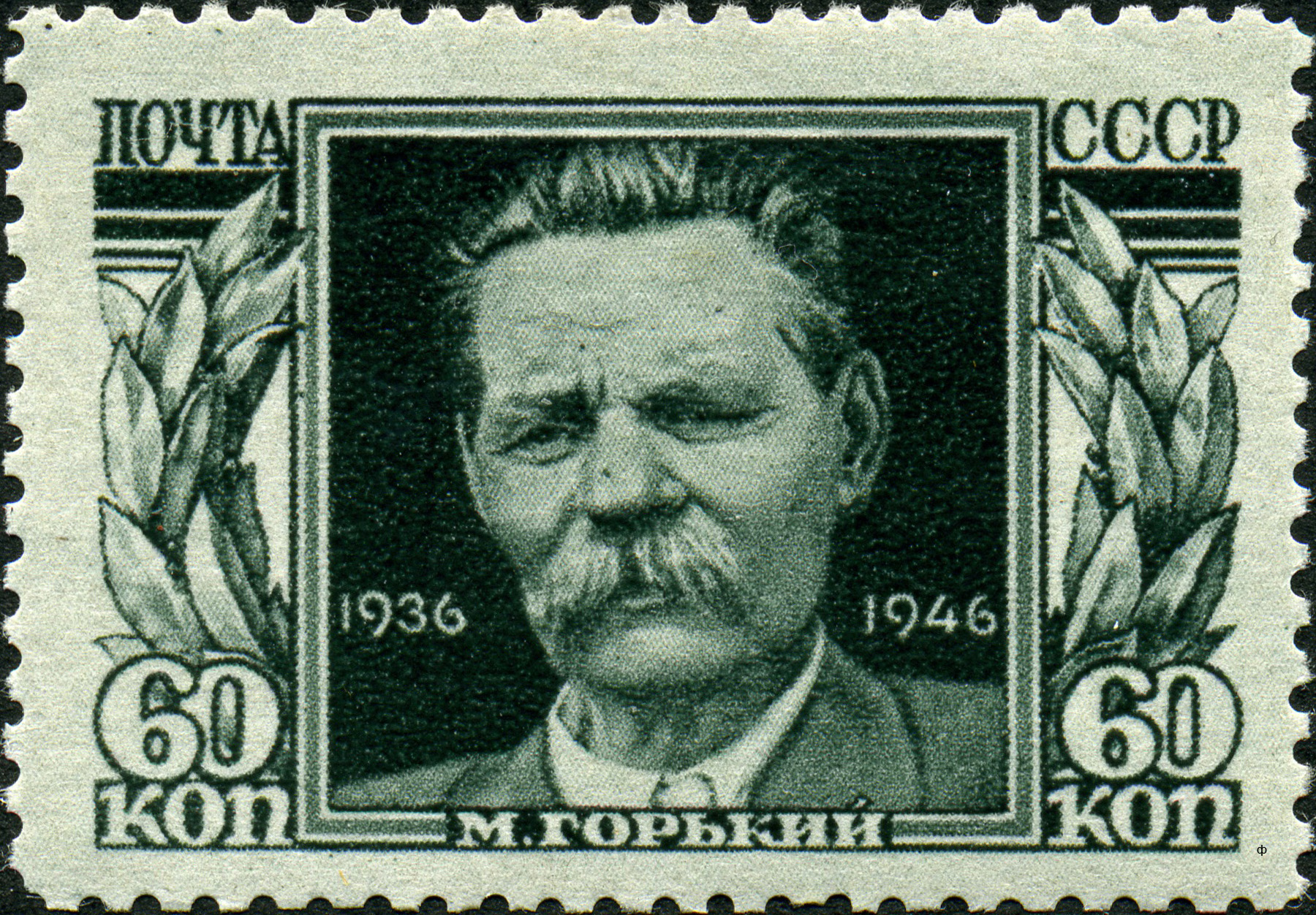
То же, 60 копеек  (ЦФА [АО «Марка»] #1054; Sc #1048)
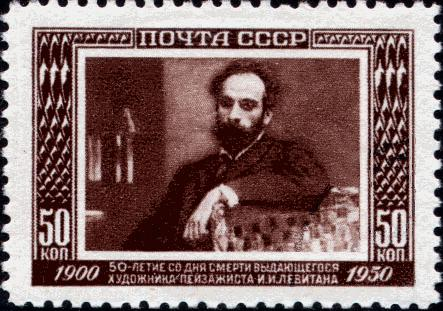
Марка СССР «50 лет со дня смерти художника И. И. Левитана», 1950, 50 копеек (ЦФА [АО «Марка»] #1568; Sc #1528)

### Личная жизнь
Иван женился в 1923 году на девушке Вере, которая в 1922 году и сообщила художнику о газетной заметке про конкурс на лучший эскиз почтовой марки к пятилетию Октябрьской революции и образования РСФСР. Полученной Дубасовым первой конкурсной премии размером в миллиард рублей оказалось достаточно, чтобы купить будущей жене пару новых валенок.
В 1932 году семья Дубасовых — его жена Вера Сергеевна и дети Александр, Надежда, Людмила и Евгений переехали из Одинцова в Москву, где художнику предоставили квартиру в Сиротском переулке (ныне ул. Шухова, 17).
В годы Великой Отечественной войны художник оставался в Москве, в то время как его семья была эвакуирована в Краснокамск.
Скончался Иван Иванович Дубасов в Москве 15 марта 1988 года на 91-м году жизни. Похоронен на своей малой родине в городе Одинцове на Акуловском кладбище.

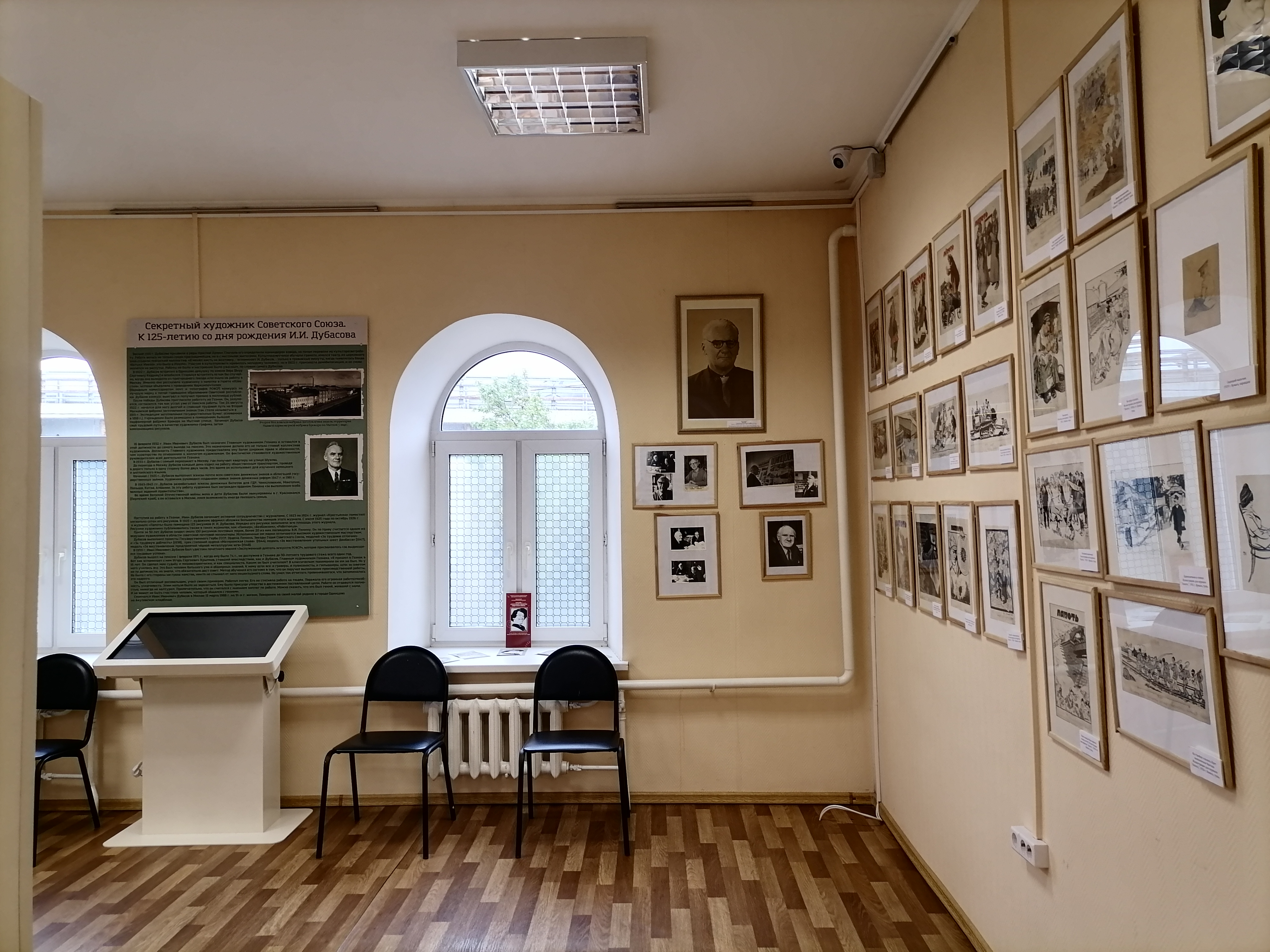
Зал Дубасова с Одинцовском историко-краеведческом музее

Зал И. И. Дубасова организован в Одинцовском историко-краеведческом музее.

## Награды
И. И. Дубасов был удостоен следующих государственных наград:
- Орден Ленина (1945).
- Орден Трудового Красного Знамени (1951)[3].
- Орден «Знак Почёта»[3].
- Медали «За доблестный труд. В ознаменование 100-летия со дня рождения Владимира Ильича Ленина» и др.
- Звание «Заслуженный деятель искусств РСФСР» (1959)[2].